# Volksverhalen uit kleurrijk Nederland

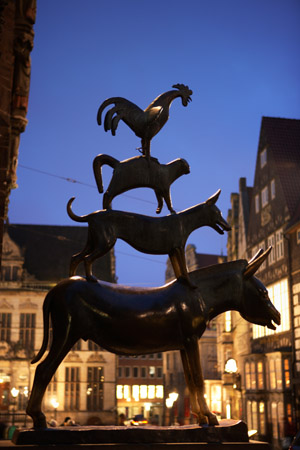
In het verhaal De dieren in het rovershuis verjagen een ezel, hond, kat en haan (zoals de Bremer stadsmuzikanten) rovers uit een huis in Zeeland

Volksverhalen uit kleurrijk Nederland is een serie van verzamelbundels met sprookjes en andere volksverhalen die in Nederland bekend zijn.
Er zijn verschillende uitgaven in de reeks, met elk een eigen thema. De verhalen komen uit de Chinese, Joodse, Nederlandse, Indiase, Turkse, Surinaamse, Marokkaanse en Indonesische verteltraditie. De serie kwam tot stand met medewerking van Het Algemeen Pedagogisch Studiecentrum en Het Project Bouwstenen voor Intercultureel Onderwijs van de Faculteit der Letteren van de Rijksuniversiteit Leiden.

## Feesten

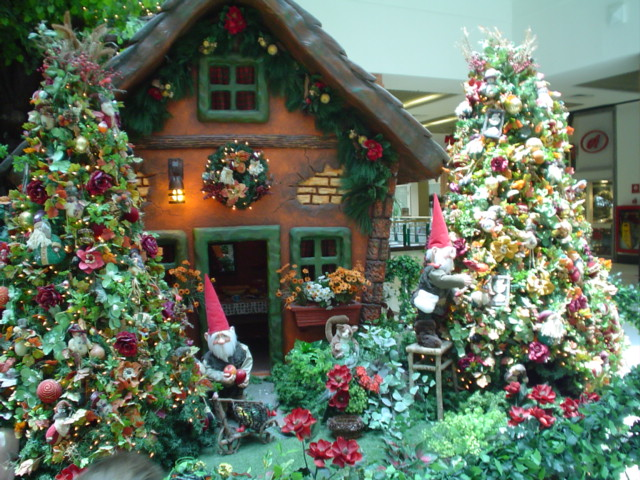
Kerstversiering

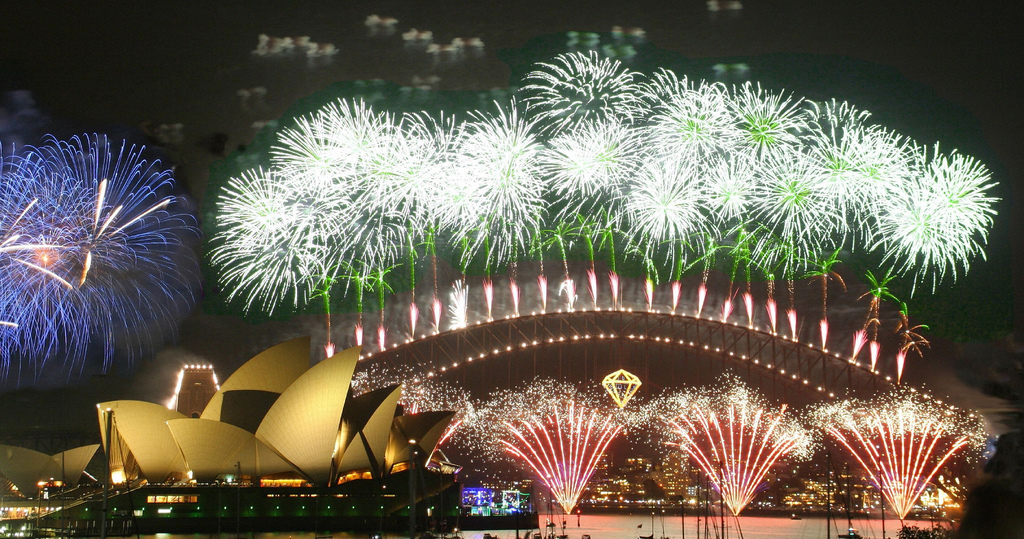
Nieuwjaar met vuurwerk, Sydney

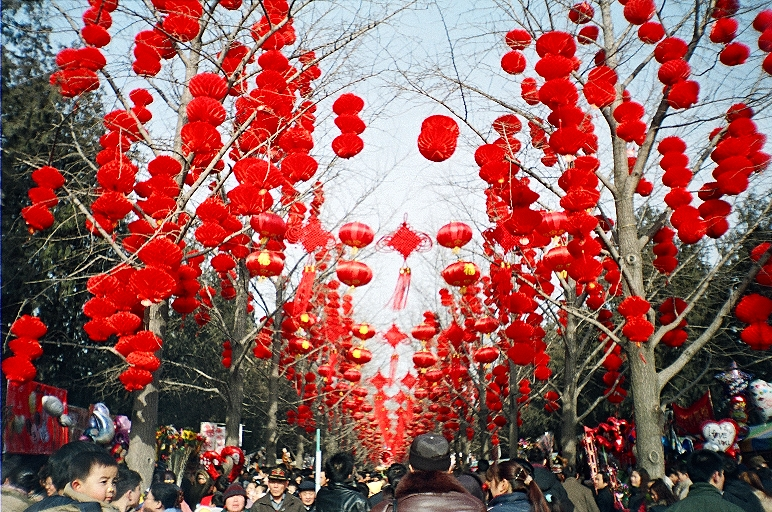
Rode lampionnen in de bomen van het Ditan Park, Peking, tijdens Chinees Nieuwjaar (ook wel Lentefeest)

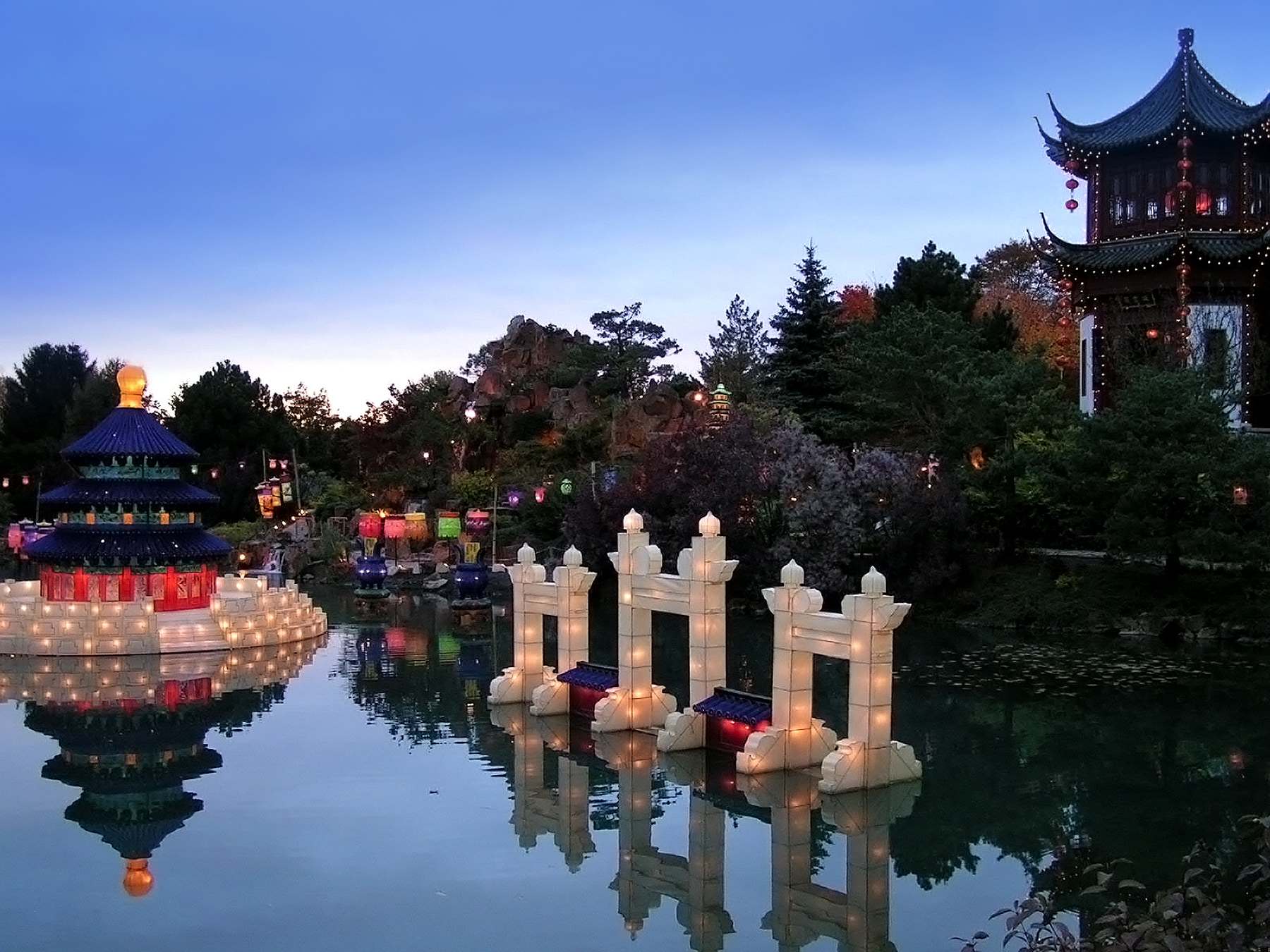
Versieringen voor het Midherfstfeest in Montreal

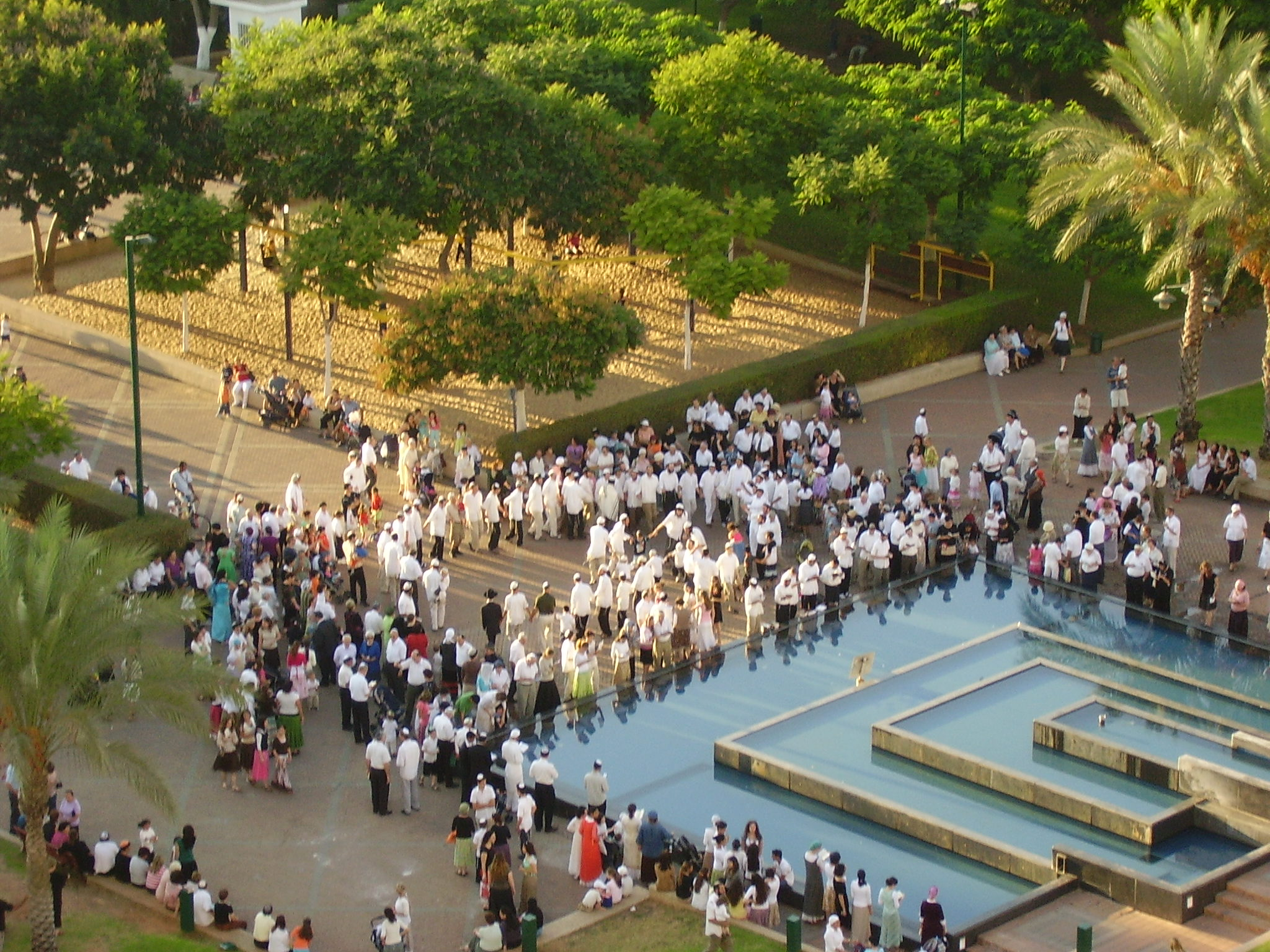
Bidden in het Merom Nave park tijdens Rosj Hasjana

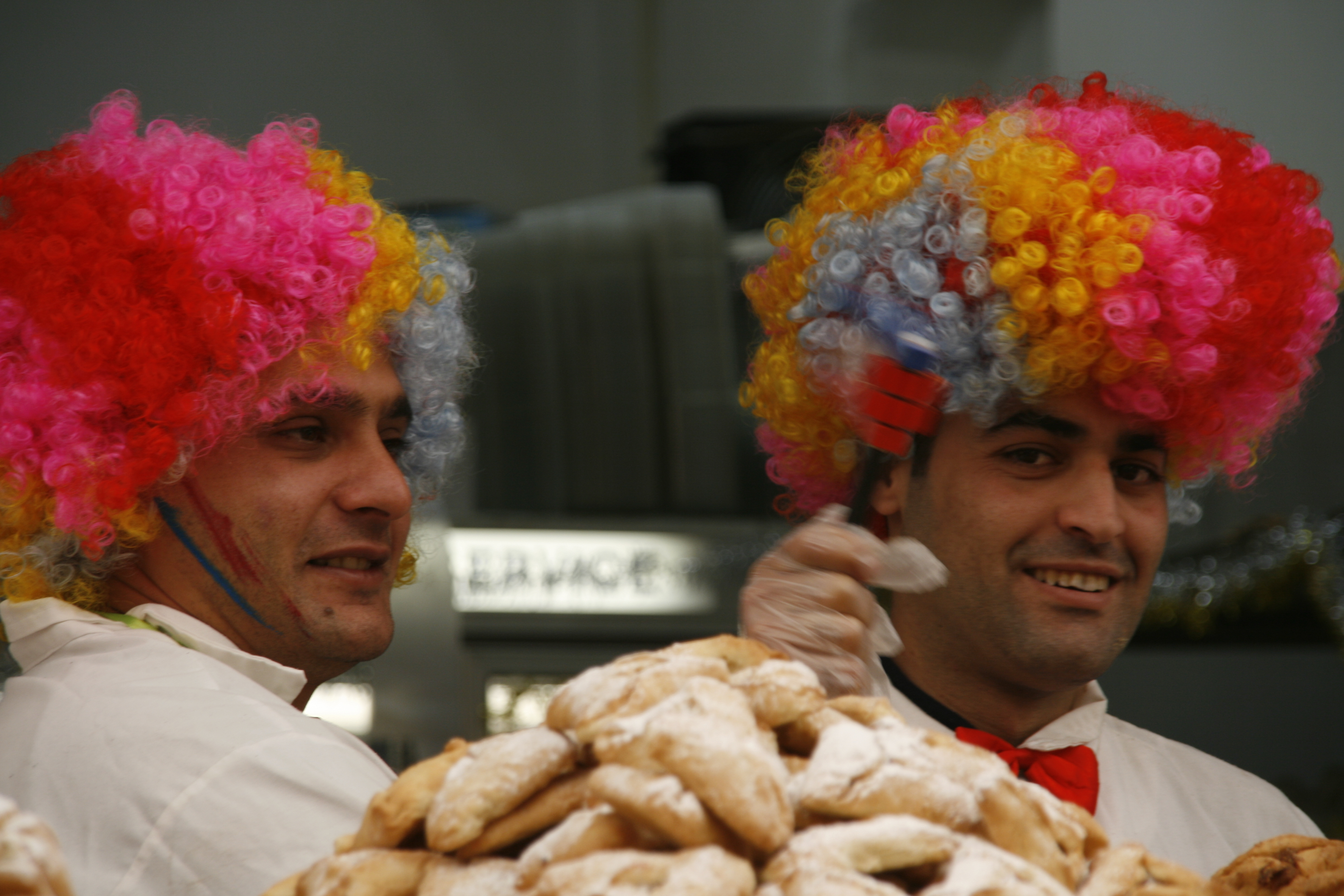
Bij het joodse Poeriem worden Hamansoren gegeten

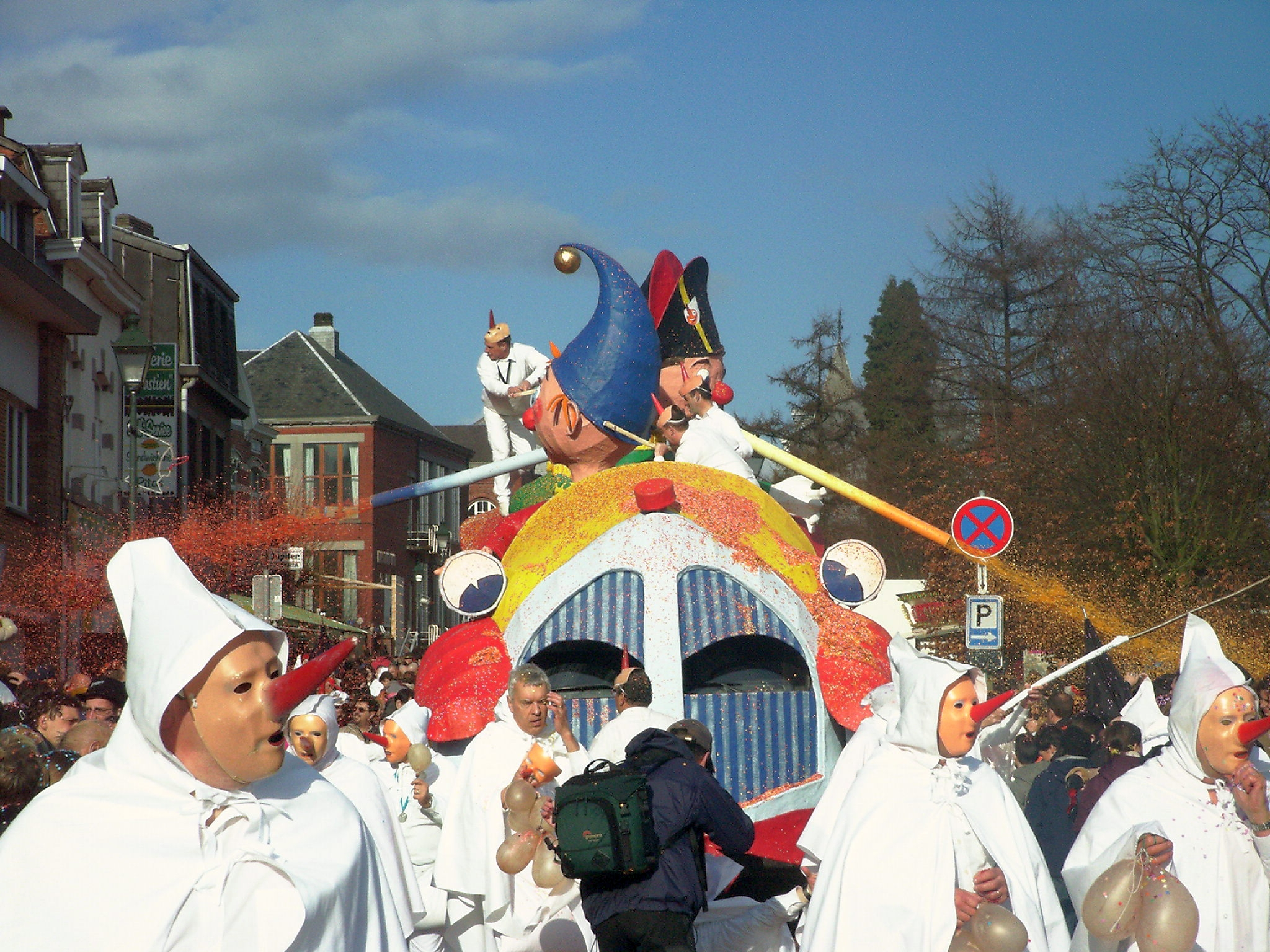
Carnaval met confetti en maskers, Stavelot

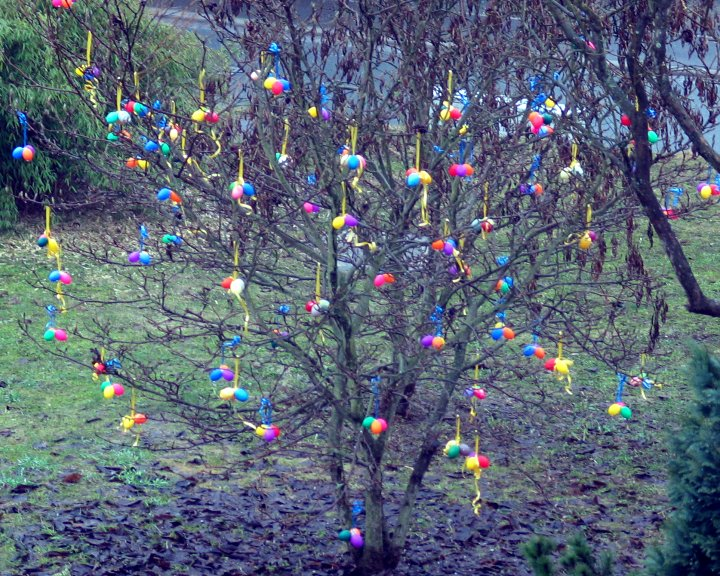
Pasen met paaseieren in de boom

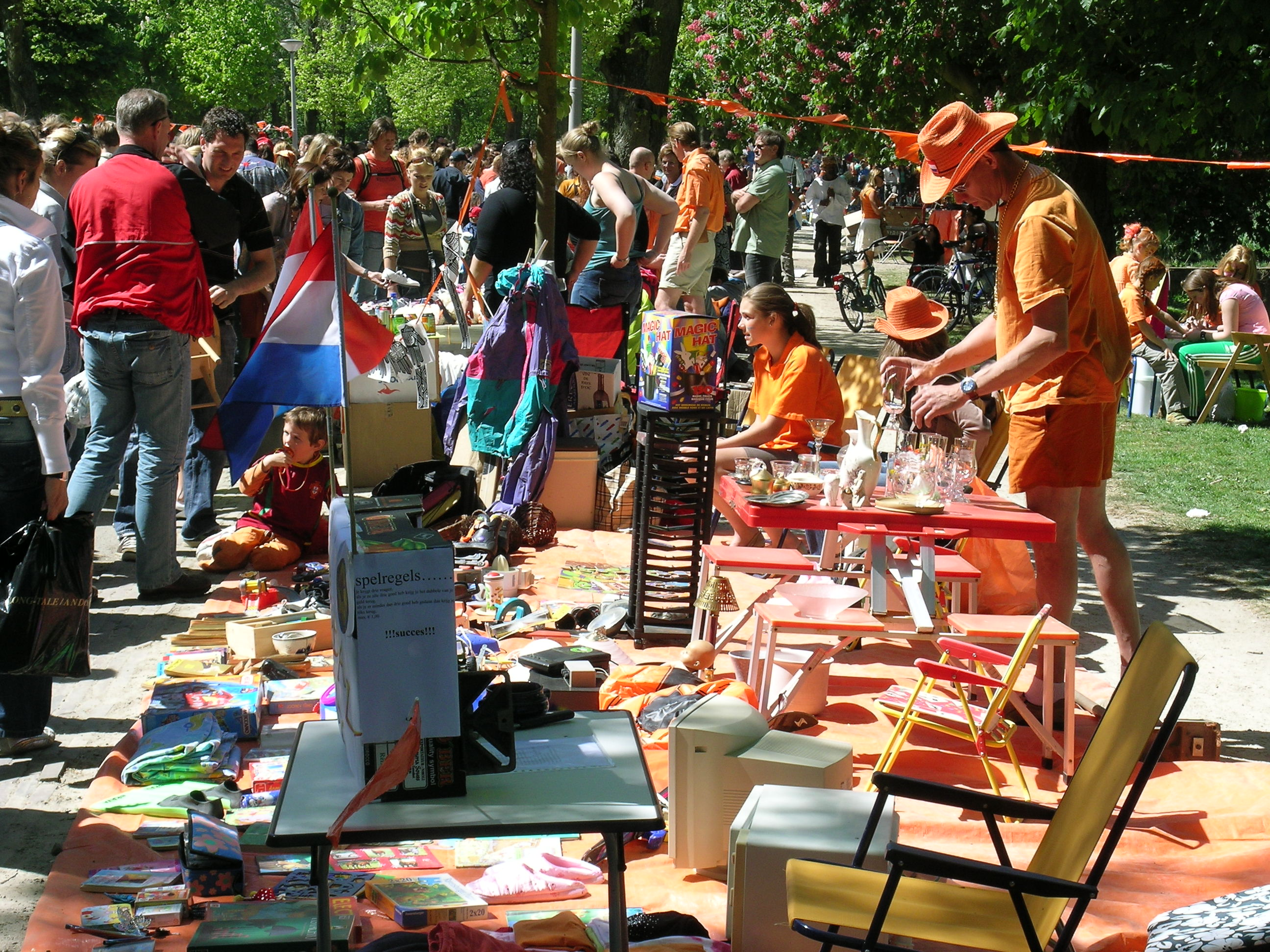
Oranje en vrijmarkt tijdens Koninginnedag in het Vondelpark

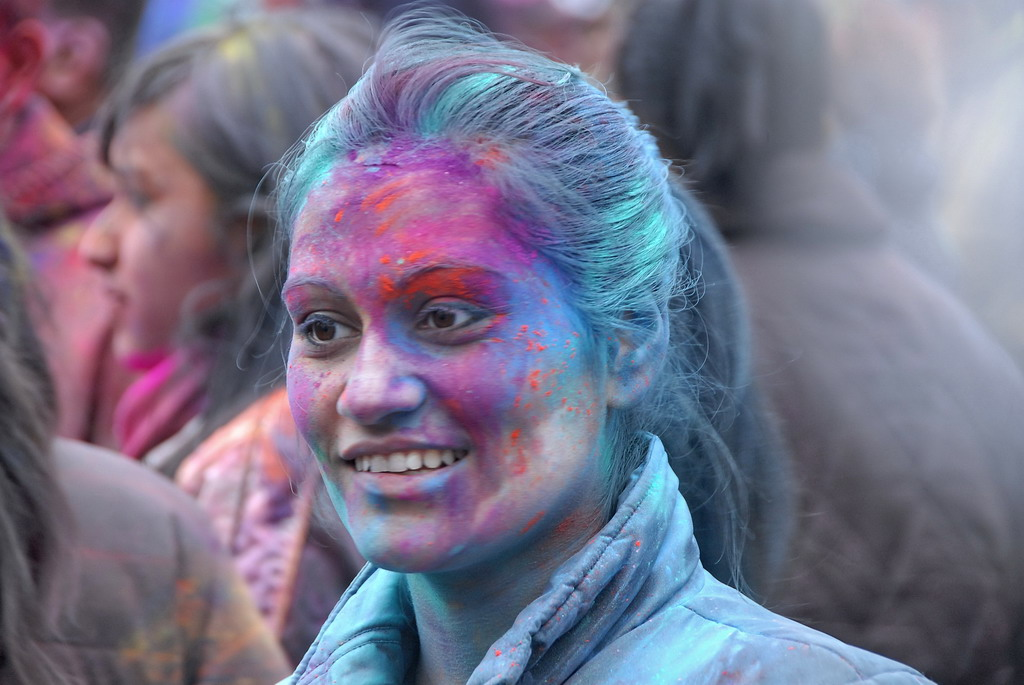
Gooien met kleurig poeder tijdens Holi

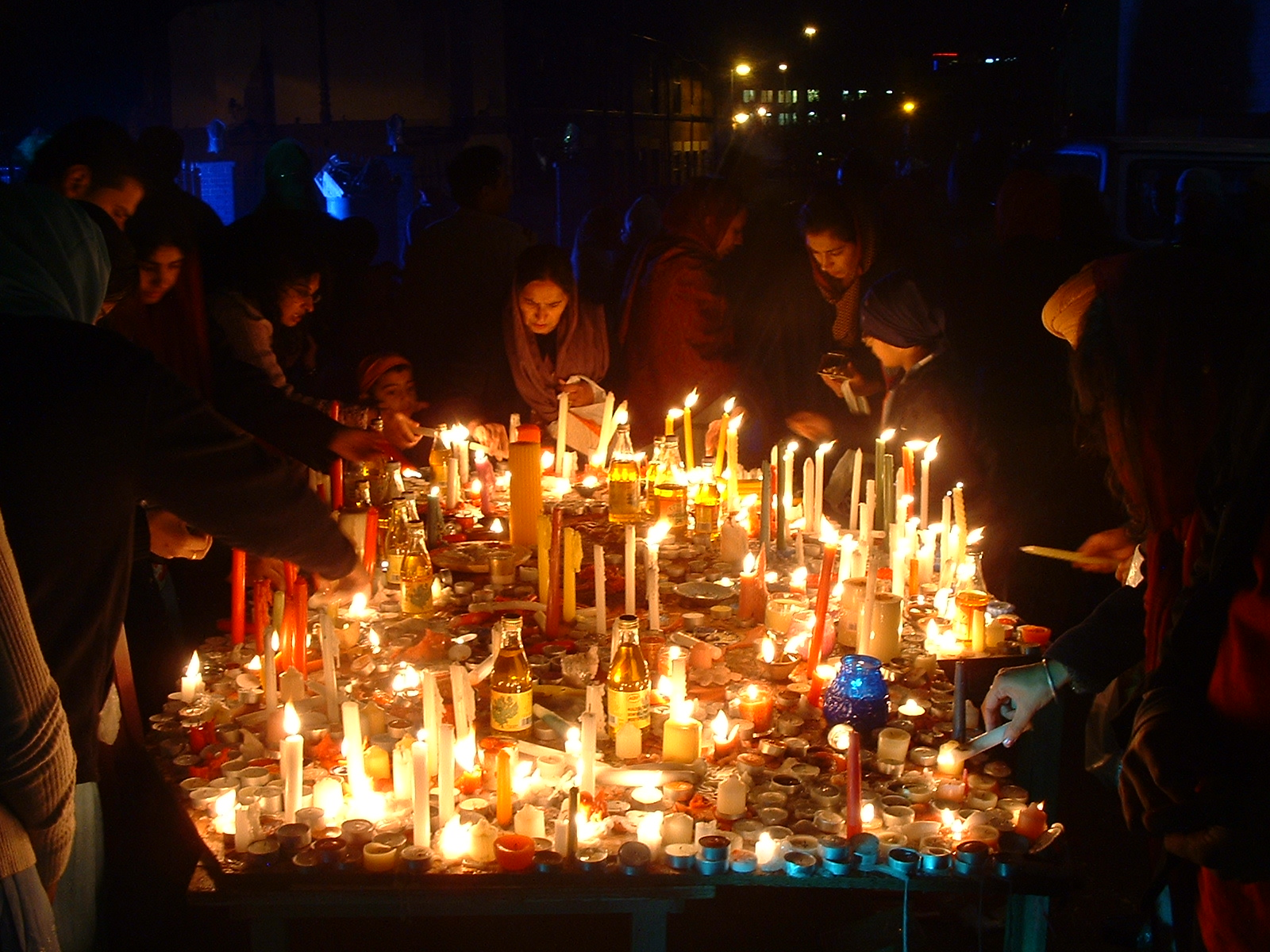
Divali

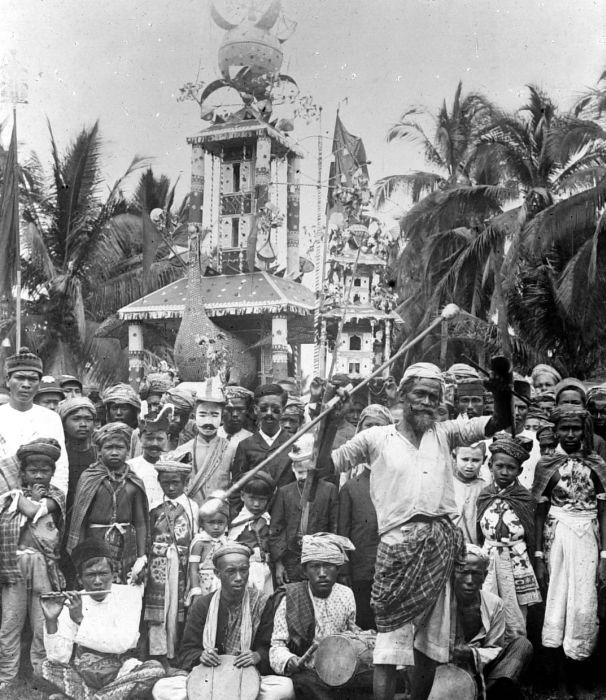
Er worden op de tiende dag van de maand Muharram tabut of tabuik, ceremoniële torens, in een processie door de stad gedragen. Deze tiende dag heet in het Indonesisch Asyura, in het Arabisch Ashura

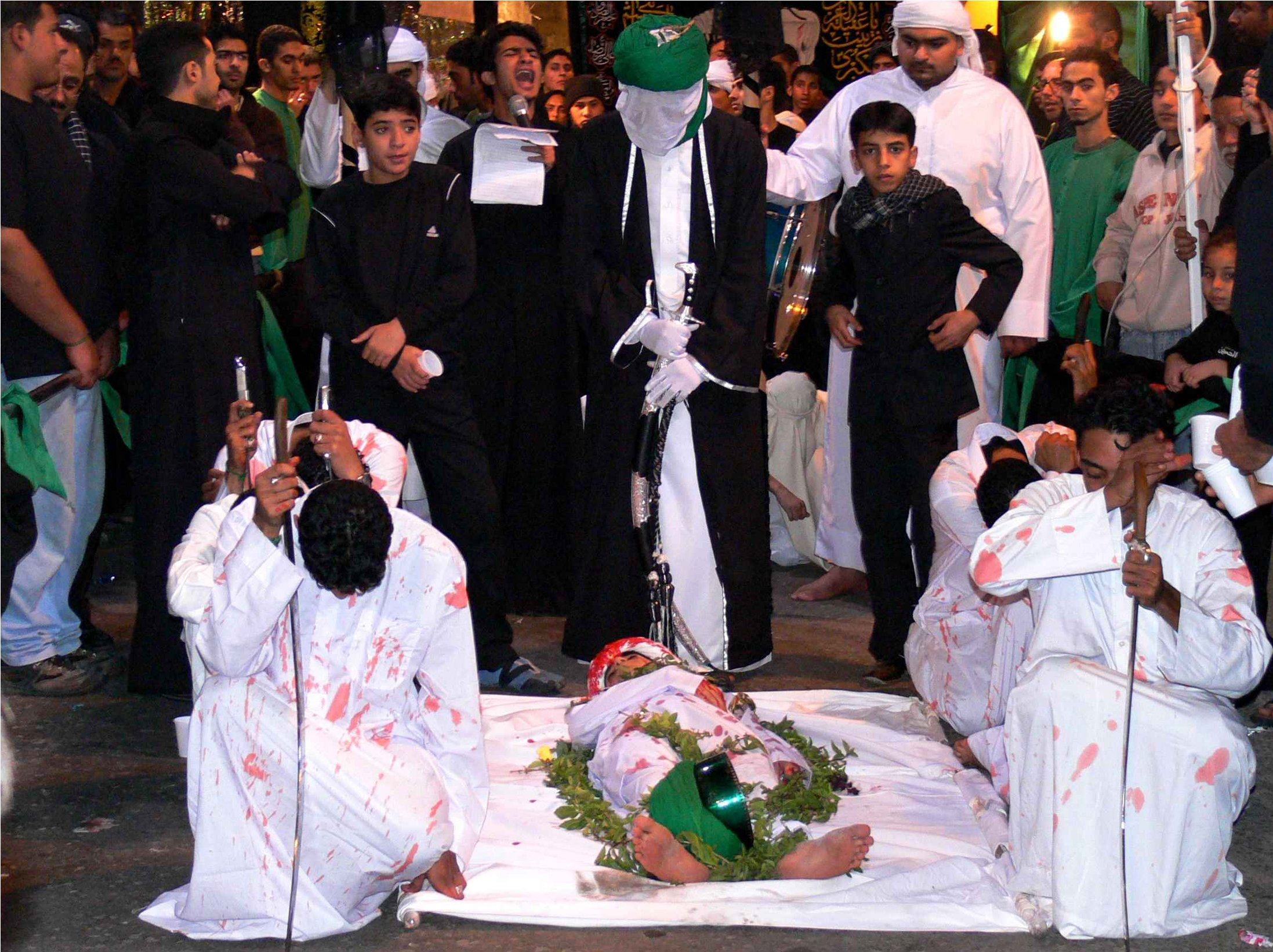
Ashura in Bahrein

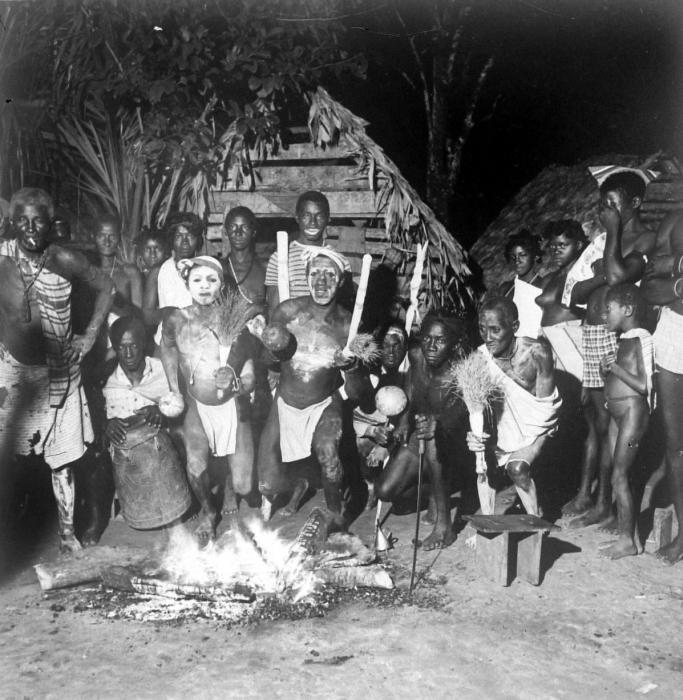
Portret na afloop van een Wintidans, dansers besmeerd met pemba dotti

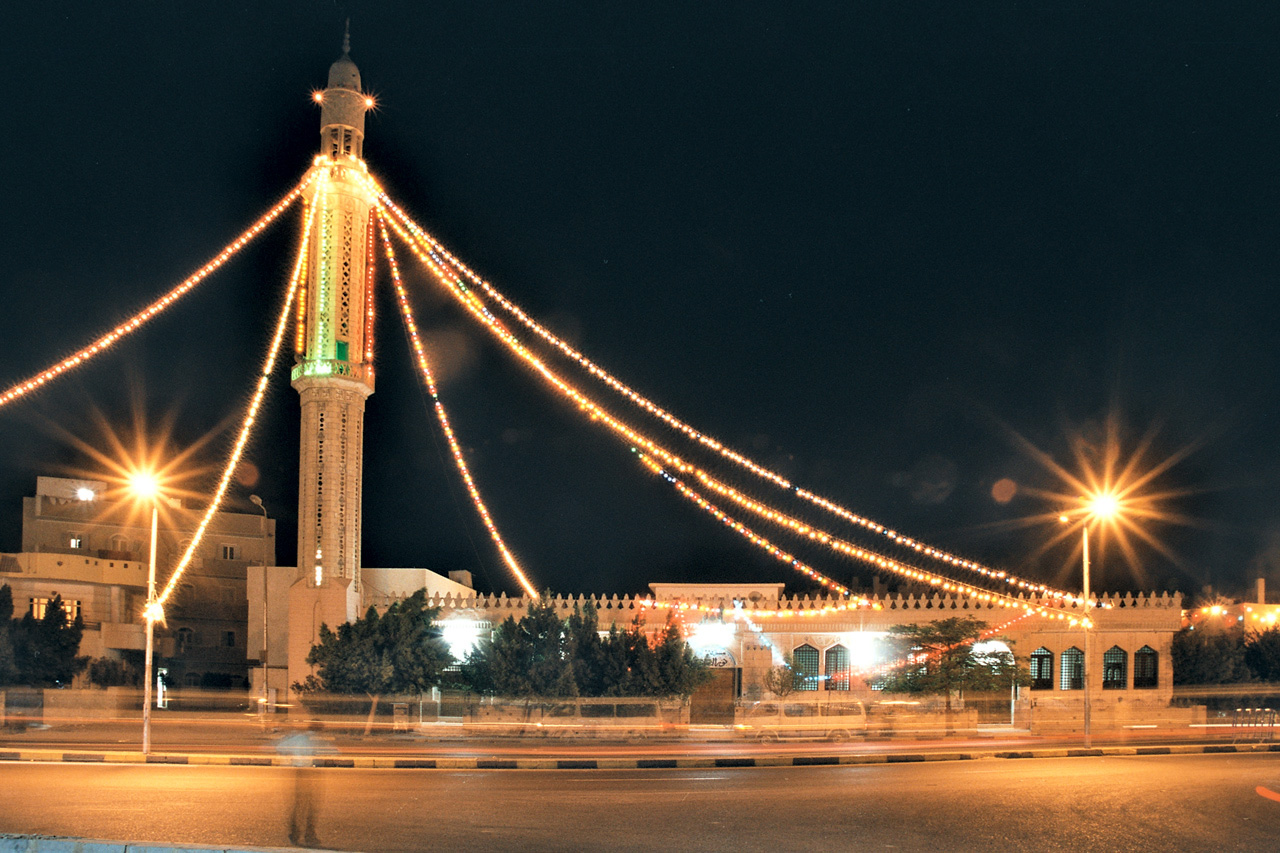
Versierde moskee tijdens Ramadan, Egypte

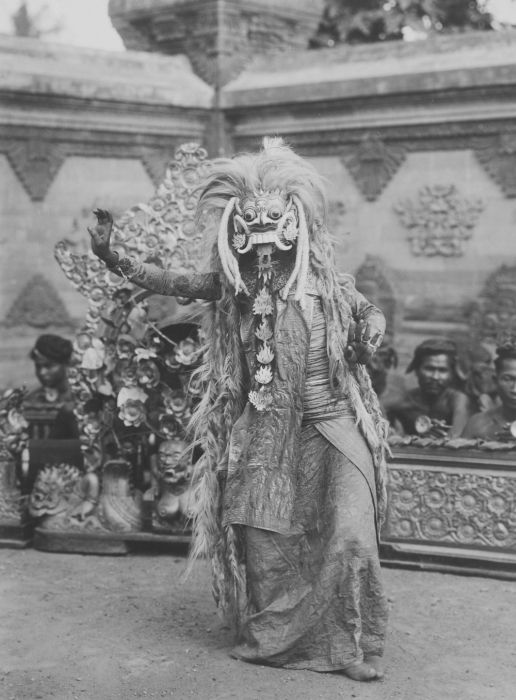
Een Balinese danseres met een masker van Rangda de heks-weduwe tijdens een Calon Arang-dansvoorstelling met gamelanorkest, Wereldmuseum Amsterdam

Verhalen, gebruiken en rituelen rondom feesten.

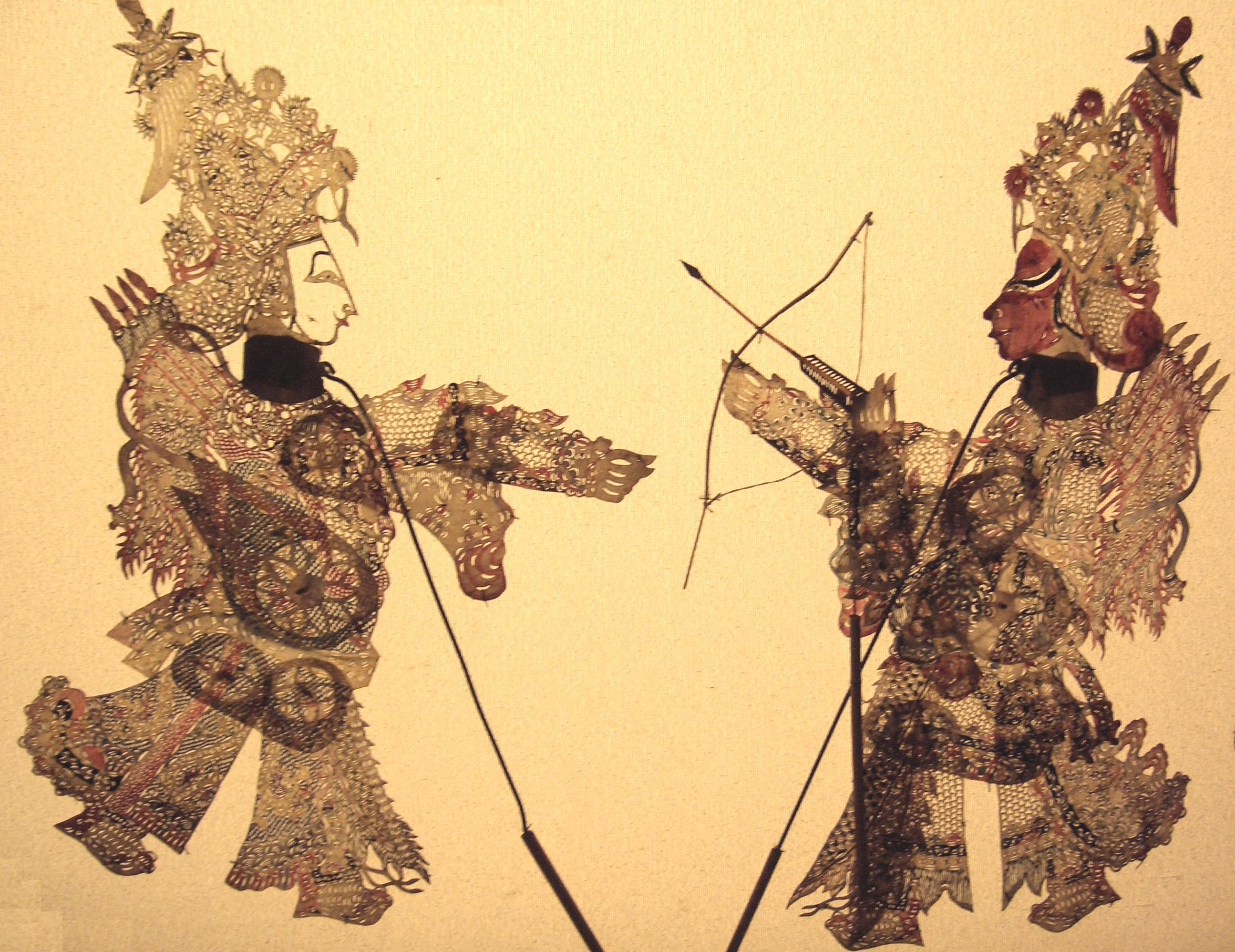
Twee krijgers, Qianlong Set; China, ca. 1780
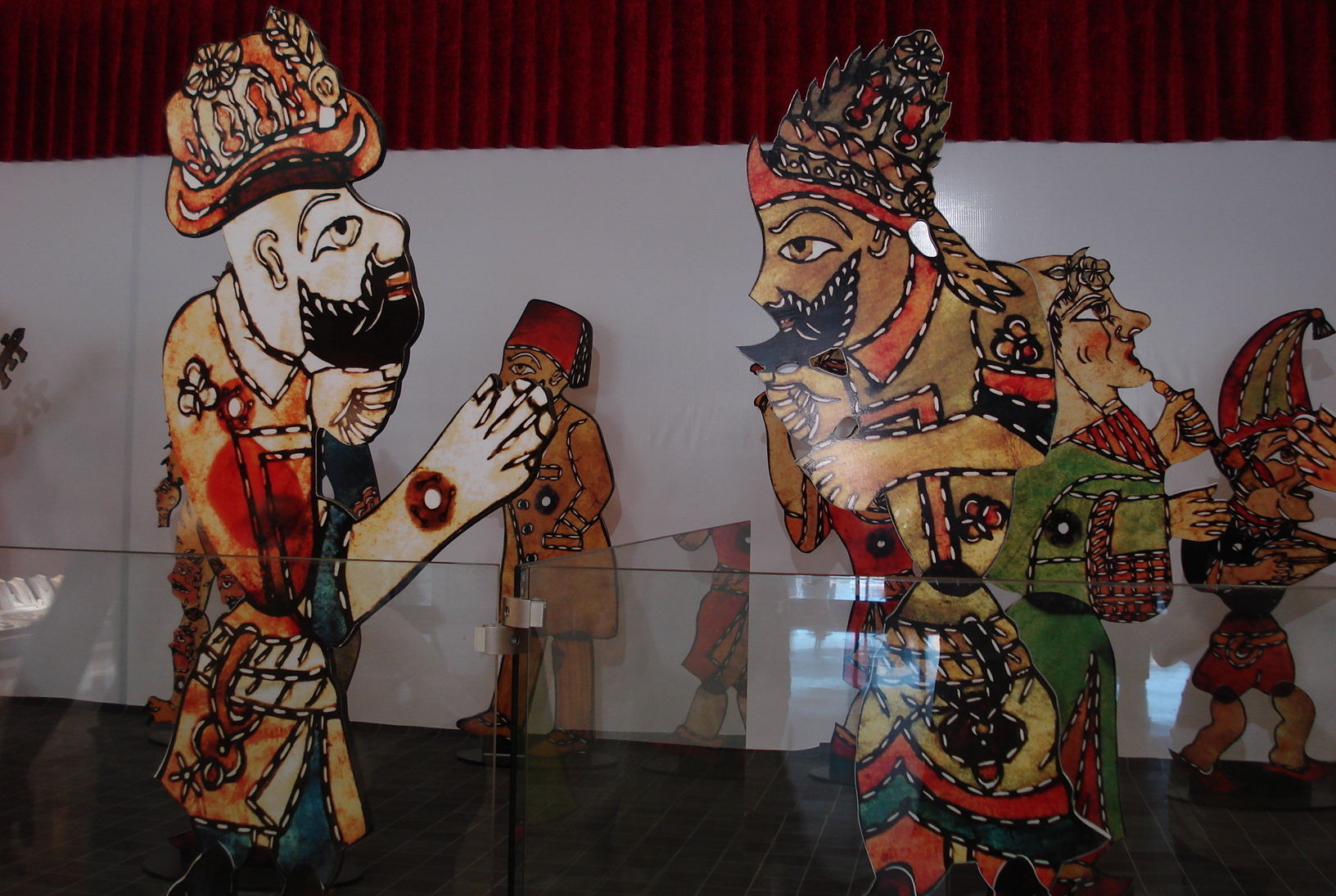
Karagöz en Hacivat, een schimmenspel uit Turkije
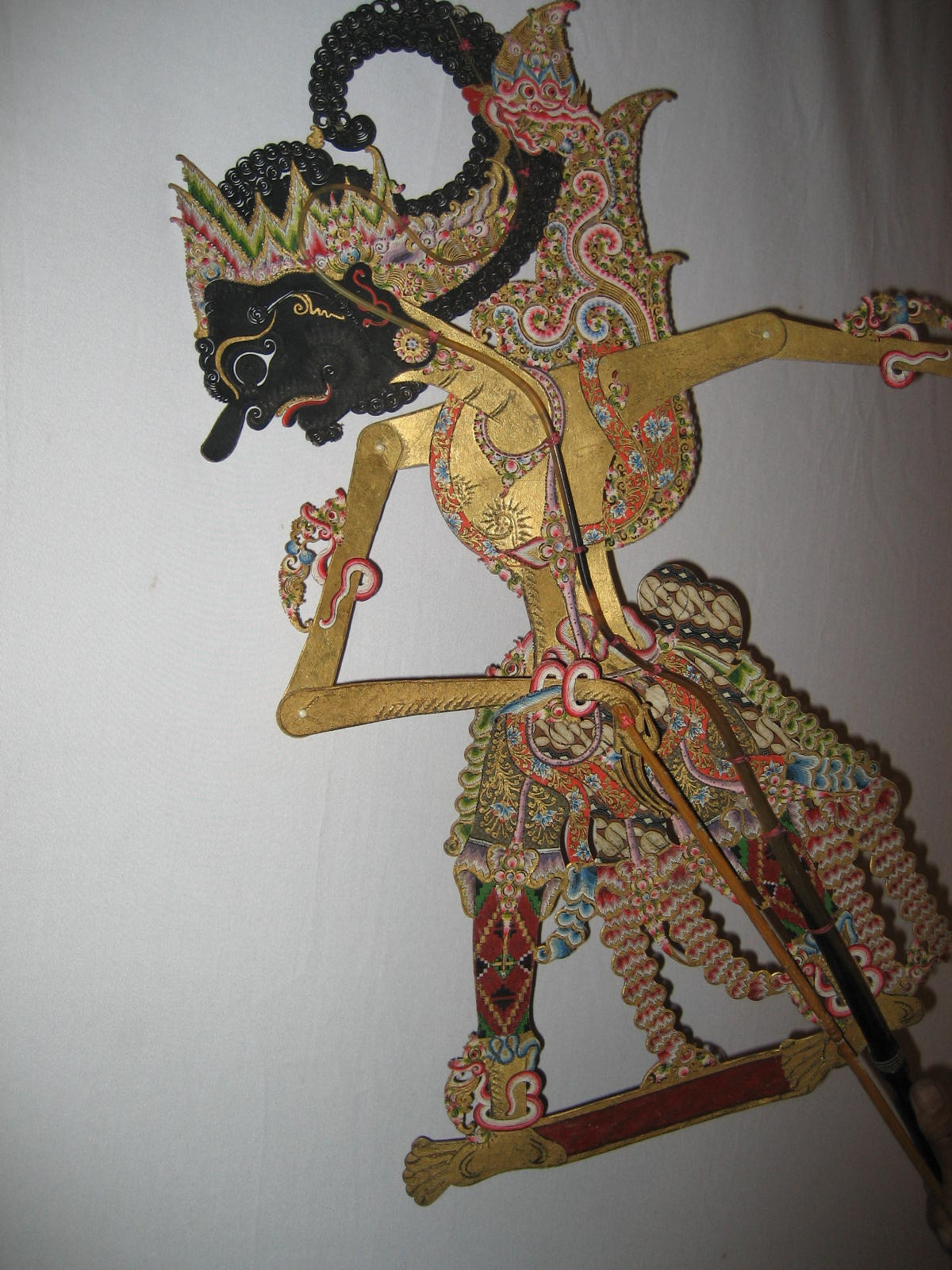
Gathotkaca als wayangpop in Indonesië
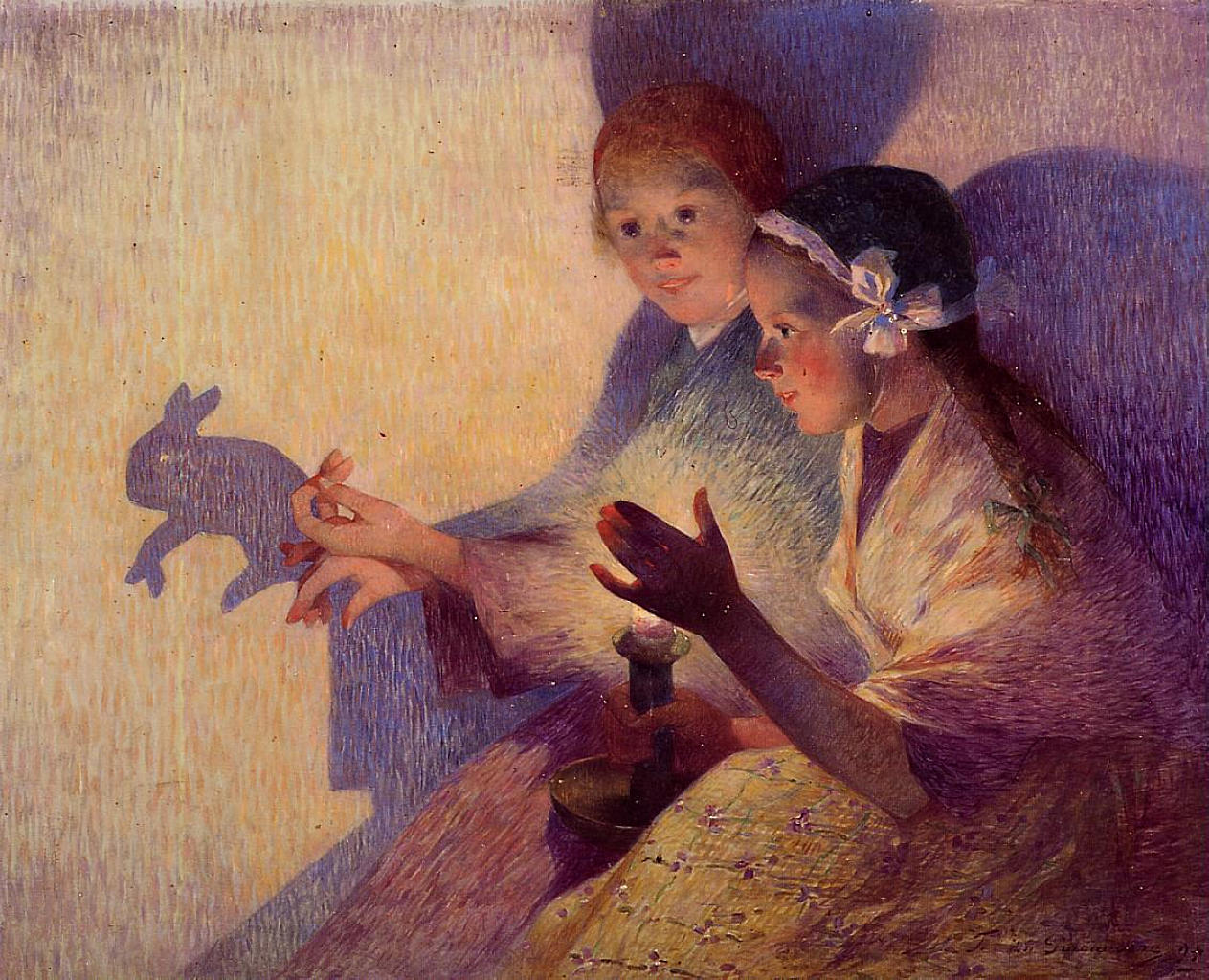
Het konijn, Ferdinand Loyen du Puigaudeau

### Chinese verteltraditie
Alhoewel sinds het begin van de twintigste eeuw dezelfde kalender als in Nederland gebruikt wordt, worden feestdagen bepaald door de oorspronkelijke kalender. Veel feesten vinden plaats op de vijftiende dag van de maand, het is dan volle maan. Het einde van het nieuwjaarsfeest (Lantaarnfeest) wordt ook op de vijftiende gevierd. In China wordt de traditionele Chinese kalender (een maankalender) gebruikt, met maanden van 29 of 30 dagen.
Een tweede groep feesten werd gevormd door Dubbel Drie (vervangen door Klaar en Helder), Dubbel Vijf, Dubbel Zeven (Qixifeest) en Dubbel Negen. Elk feest heeft zijn eigen oorsprong en gebruiken, maar het is vooral een gelegenheid voor alle familieleden om bij elkaar te komen.
Er horen bijzondere lekkernijen bij enkele feesten, zoals bij het Winterfeest. Iedere wijk, buurt, dorp of stad heeft een eigen jaarlijks feest op de geboortedag van de plaatselijke beschermgod. Dit wordt gevierd met een processie, kermis en toneelopvoering. Zie ook feestdagen in de Volksrepubliek China en Taiwan.
- Chinees nieuwjaar
  - Het verhaal van het jaar
- Klaar en Helder
  - Klaar en Helder (Qingming)
- Dubbel Vijf
  - Dubbel Vijf (Duanwu)
- Het Waterlampionnenfeest
  - Het Waterlampionnenfeest op de rivier de Fuchun
- Het Midherfstfeest
  - Op het Midherfstfeest geniet men tot de vierde wake van de maan
  - Het verhaal van het Midherfstfeest
- Dubbel Negen
  - Waarom men op Dubbel Negen een hoge plaats bestijgt
- De keukengod
  - De keukengod
- Het uitzitten van het oude jaar

### Joodse verteltraditie
Het Joodse jaar kent veel feesten, enkele worden al in de Pentateuch genoemd. De feesten worden gekarakteriseerd door een vrolijke stemming en feestelijke maaltijden (uitgezonderd de Grote Verzoendag), speciale gebeden (en in de tijd dat de Tempel nog bestond offers in plaats van gebeden) en speciale gebruiken. Zie ook de Joodse kalender en lijst van joodse feest- en gedenkdagen.
Het Joodse volk heeft twee literaturen geschapen, de Hebreeuwse en Jiddische. Het Jiddisch ontstond in de Middeleeuwen in Duitsland en werd gevormd uit Middelhoogduitse dialecten en Romaanse en Hebreeuws-Aramese elementen. In de 14e en 15e eeuw werd het meegenomen naar de Slavische landen tijdens de vlucht voor de laatste kruistochten en de Zwarte Dood. Het Jiddisch kreeg daar zijn definitieve vorm.
- Nieuwjaar - Rosj Hasjana
  - Het wonderbaarlijke licht
- Grote Verzoendag - Jom Kippoer
  - Heimelijke gaven
- Het Lotenfeest - Poeriem
  - Geld voor de armen
- Het Paasfeest - Pesach
  - Disgenoten
- De Sabbat - Sjabbat
  - Vrede

### Nederlandse verteltraditie
Tot in de tijd van Karel de Grote (ca. 800) werden er grote jaarmarkten en kermissen gehouden. Er werden dan rechtszaken afgewikkeld en er werd feestgevierd rond deze gebeurtenis. Ook bestonden er plaatselijke en minder belangrijke feesten.
Tijdens en na de kerstening werden de feesten geconcentreerd rond belangrijke vieringen in het kerkelijk jaar. Zie ook verplichte feestdag. Gebruiken van voor-christelijke oorsprong werden hier in opgenomen. Er kwamen nog naamdagen van heiligen bij. De feesten zijn nu een bonte mengeling van gebruiken en gewoonten uit verschillende tijden en plaatsen. Zie ook feestdagen in Nederland.
- Sint Maarten
  - Maarten en Sint Maarten
- Sint Nicolaas of Sinterklaasfeest
  - De Sint
  - Sinterklaasgedicht
- Kerstmis
  - Het kerstfeest van Jetje
- Oud- en Nieuwjaar
- Driekoningen
- Carnaval
- Palmpasen
  - Palmpasen voor Joezoef
- Goede Vrijdag
- Pasen
- Hemelvaartsdag
- Pinksteren
- Koninginnedag
- 1 april
- Dodenherdenking en Bevrijdingsdag

### Indiase verteltraditie
De kaste van brahmanen zorgt ervoor dat de cultuur en religie vanaf de oudheid tot heden door een zekere continuïteit gekenmerkt wordt. Alleen zij hebben het recht op kennis en overdracht van eeuwenoude geschriften.
Naast de brahmaanse traditie kent India een rijke mondelinge volkstraditie, voor iedereen toegankelijk. Er zijn opvallende verschillen te vinden in verschillende streken. Er bestaat grote tolerantie tussen de brahmaanse en volkstradities. 
- Holi
  - De heks Dandha
  - De heks Holika
  - Krishna en de gopies
- Divali
  - Het ontstaan van Divali
  - De vrouw die voorspoed bracht
- Dashera
  - Het verhaal van Ram

### Turkse verteltraditie
De Trojanen, Efesiërs, Pergamonezen, Tales, Anaxagoras, Herakleitos en koning Midas leefden op de grond die nu Turkije heet, de veelkleurigheid komt tot uitdrukking in de feesten. Zie ook islamitische kalender.
- Feesten van de islam
  - De maand Muharram
  - Het verhaal van Noach
  - Een recept voor asure
  - De maand Rabîü-l-Awwal
  - De geboorte van Mohammed
  - De maand Ramadan
  - Ramadan zoals die vroeger in Istanbul werd gevierd
  - Zomaar een dag in de Ramadan
  - De maand Savval
  - Seker Bayram bij ons thuis
  - Recept voor helwa
  - De maand Zilhicce
  - De beproeving van Abraham
- Feesten die hun oorsprong vinden in de klassieke oudheid
  - Hidrellez
  - De keerzijde van het vuur
- Feesten die in de recente geschiedenis zijn ontstaan
  - Het kinderfeest (23 april)
  - Het Jeugd- en Sportfeest (19 mei)
  - Het Overwinningsfeest (30 augustus)
  - De verdrietige fluit

### Surinaamse verteltraditie
Suriname was tot 1975 een Nederlandse kolonie. De feesten van verschillende bevolkingsgroepen die niet christelijk zijn, werden (officieel) niet gevierd. Javanen en Hindoestanen konden echter niet verplicht worden te werken op feestdagen van hun geloof.
Op 1 juli wordt gevierd dat koning Willem III in 1863 de slaven (de oorspronkelijke bewoners (Indianen) en slaven uit Afrika) vrij maakte. Velen hadden zichzelf al bevrijd (bijvoorbeeld de Marrons). Er werden echter vele contractarbeiders naar Suriname gebracht, zo kwamen ook bijvoorbeeld Chinezen en Hindoestanen in het land. Pas sinds 1970 werden enkele niet-christelijke feesten feestdagen voor heel Suriname. 
- Tot in de ochtend!
- Niet iets van één dag
- Het hele land juichte: Hoerééé!
- P.S. (recepten)
- Feest in mijn district
- De nacht van de Winti
- Het feest van de wespenproef

### Marokkaanse verteltraditie
De dagen waarop de feesten van de islam worden gevierd, zijn in tegenstelling tot de Europees-christelijke kalender elk jaar anders. De moslims volgen een maankalender. Een maanjaar duurt 354 of 355 dagen. Zie ook de islamitische kalender en lijst van Marokkaanse vakantiedagen.
Marokko kent ook feesten ter ere van bepaalde heiligen. Rond het graf van maraboet wordt de moussem georganiseerd. Ook zijn er een groot aantal nationale feestdagen, zoals het feest van de onafhankelijkheid, de verjaardag van de koning. Er zijn ook familiefeesten rond geboorte en huwelijk. Een veelgebruikt onderdeel is een maaltijd met vlees. Er zijn nauwelijks verhalen rond feesten te vinden in Marokko.
- Achoera
  - Een onmogelijke opgave
- De Moeloed
  - De haan van Moeloed
- De Aïd-el-Kebir
  - Het verhaal van Abraham
- Het bruiloftsfeest in Marokko
- De ramadan en de Aid-es-Seghir
- El Hadjoeza
  - Het feest van de drie tolba
- Landbouwfeesten

### Indonesische verteltraditie
Het wayangspel is bekend, verhalen rond helden als Arjuna en Gathotkaca zijn een lichtend voorbeeld in het schimmenspel. Verhalen uit de Indonesische mythologie worden verteld bij feesten en rituelen rond geboorte, besnijdenis, huwelijk, dood, oogst, heil van een persoon of dorp of de herdenking van voorouders of stichters van dorpen of dynastieën (zie ook voorouderverering).
Slametan (een volksfeest met rituele maaltijden) bevat een offer aan de voorouders, geesten of goden (sajèn), vaak is er een nachtenlange wayangvoorstelling aan verbonden. Zie ook gelegenheid voor wayang.
- Het huwelijksfeest
  - Het huwelijk van Arjuna
- Labuhan, het feest van de koningin van de Zuidzee
  - Hoe Sénapati de koning van Java werd
- De dans van Barong en Rangda
  - Calon Arang

## Draken en andere vreemde wezens

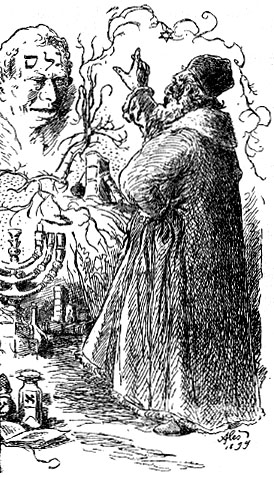
Golem

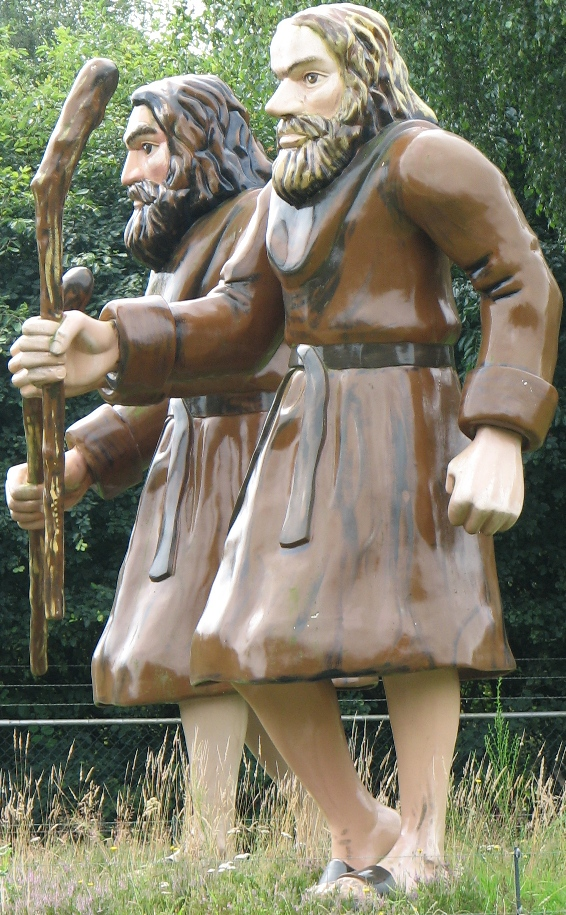
Ellert en Brammert

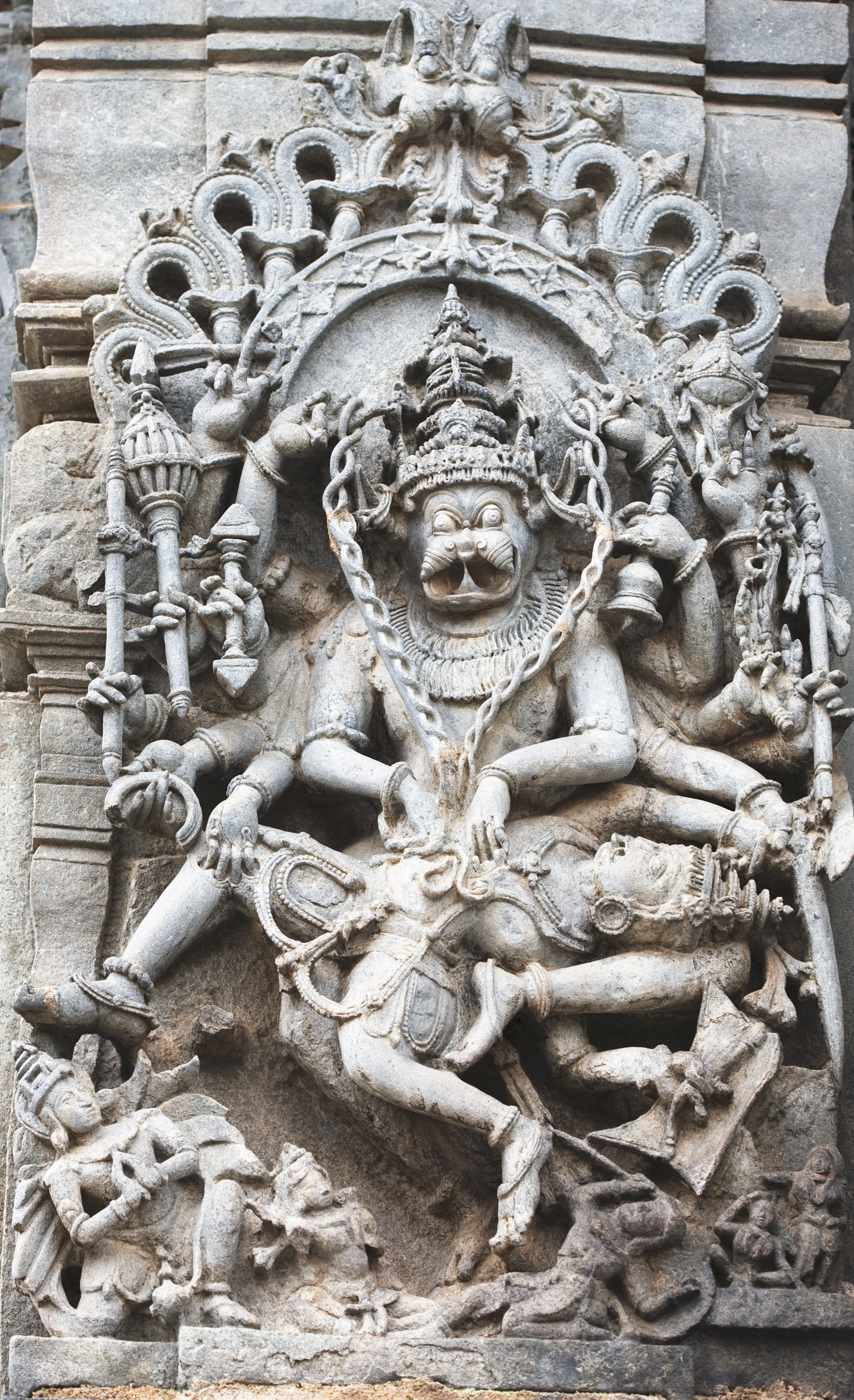
Half leeuw, half mens

Verhalen over draken en andere vreemde wezens; deze verzameling bevat de volgende verhalen.
- Li Ji
- Li Jing
- Het verhaal van Liu Yi
- Zhou Han
- Het verhaal van het Keizerskanaal
- De geschiedenis van de witte gibbon
- De golem
- Ellert en Brammert
- Het dankbare alvermanneke
- Het ijdele melkmeisje
- Blauwe Gerrit
- Elske in de Wievenheuvels
- Rixt van Oerd
- Doctor Faust van Waardenburg
- Met de nachtmaar getrouwd
- De weerwolf
- Het boertje van Wakelslag en de duivel
- De koeherder en de heks
- De wees en de reus
- Venka de kreupele
- Drie knappe mannen en een demon
- De geest die niet in de tas wilde
- Een demon laat zich verschalken
- Een hulpvaardige geest
- Half leeuw, half mens
- De draak met de zeven koppen
- Keloglan trekt eropuit om de man te worden van de reuzin
- De timmermansdochter
- Kikkererwtje
- Het is woensdag, woehoensdag
- De geduldsteen
- Monsters met de mond op de borst
- De wraak van de Indiaanse jongen
- Een vreemd verhaal
- De geesten van de nacht
- De zonnekinderen
- De Didibri-Draken
- Baas boven Baas
- Vreemde ontmoetingen
- De helpende hand van Bakroe
- Ba Anansi en de eenbenige Moeder van het Bos
- Onderdeurtje
- De djinn van de zee
- De engelen van de seizoenen
- Tolla
- De witte slang
- De legende van de Lawoe
- Dewi Nawang Wulan
- Hoe Kyai Blorong de hebzuchtige Sarijan strafte
- De vrouw die rijkdom wilde
- Ratu Kidul

## List en bedrog

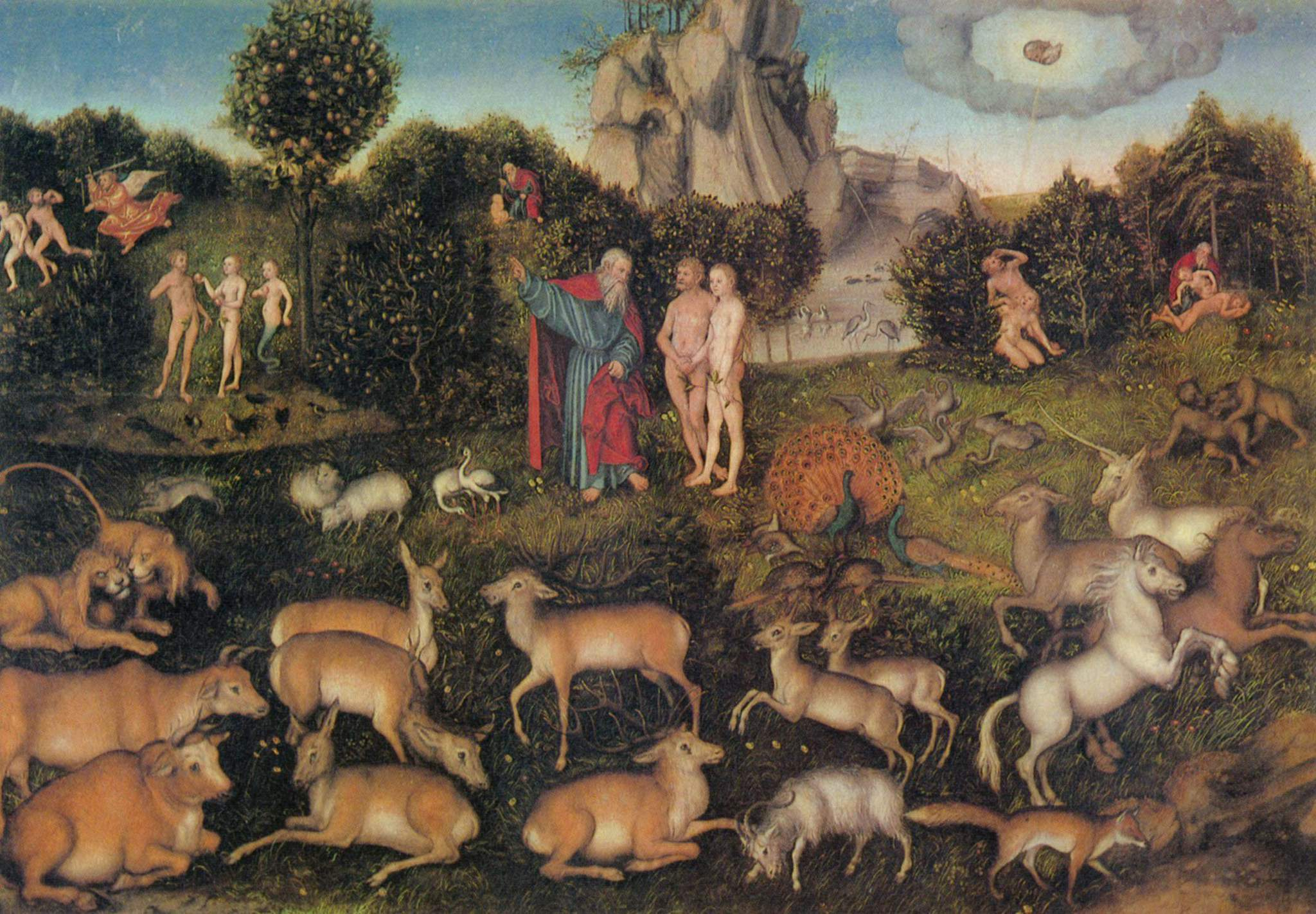
Het paradijs

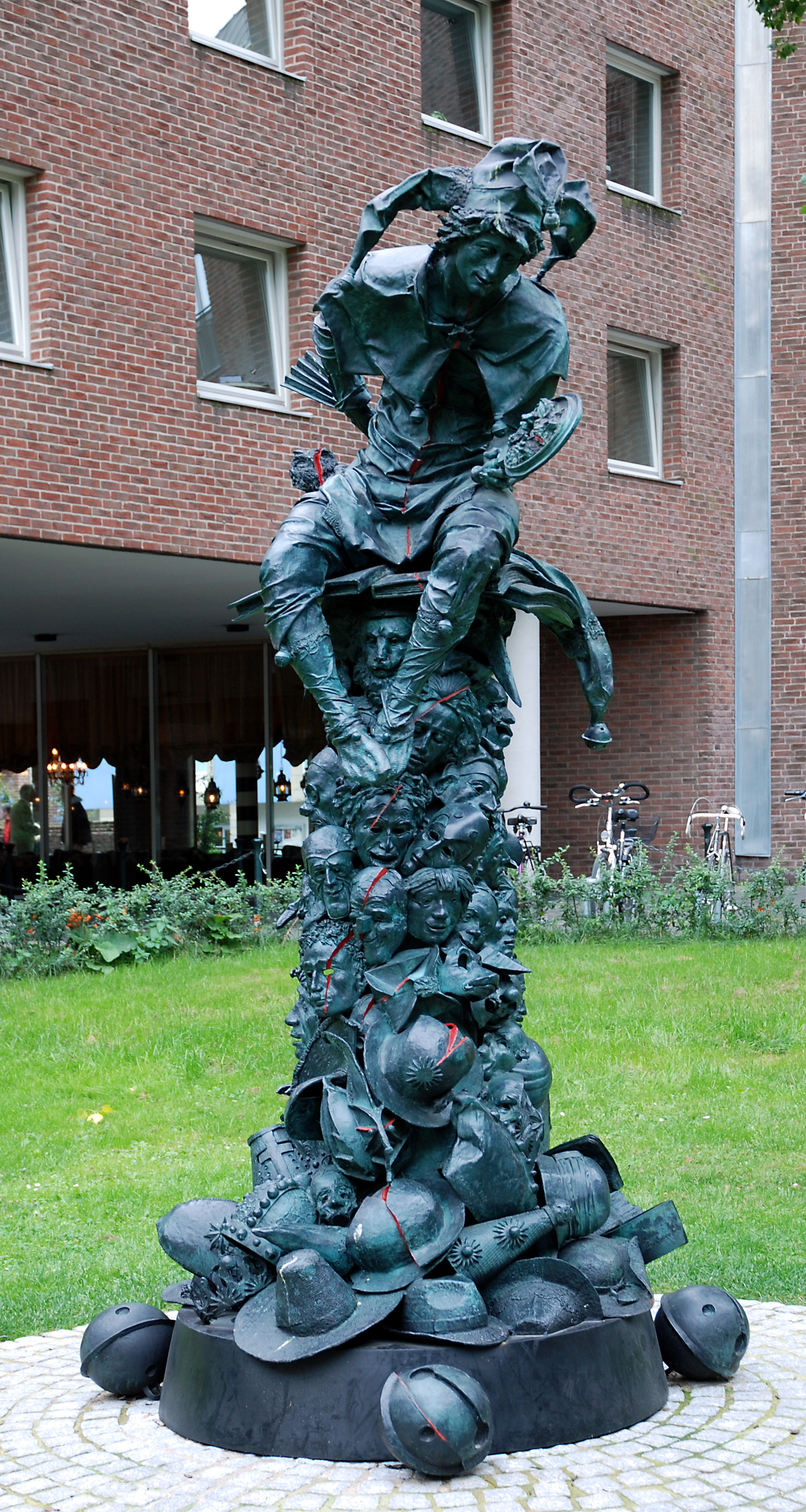
Tijl Uilenspiegel

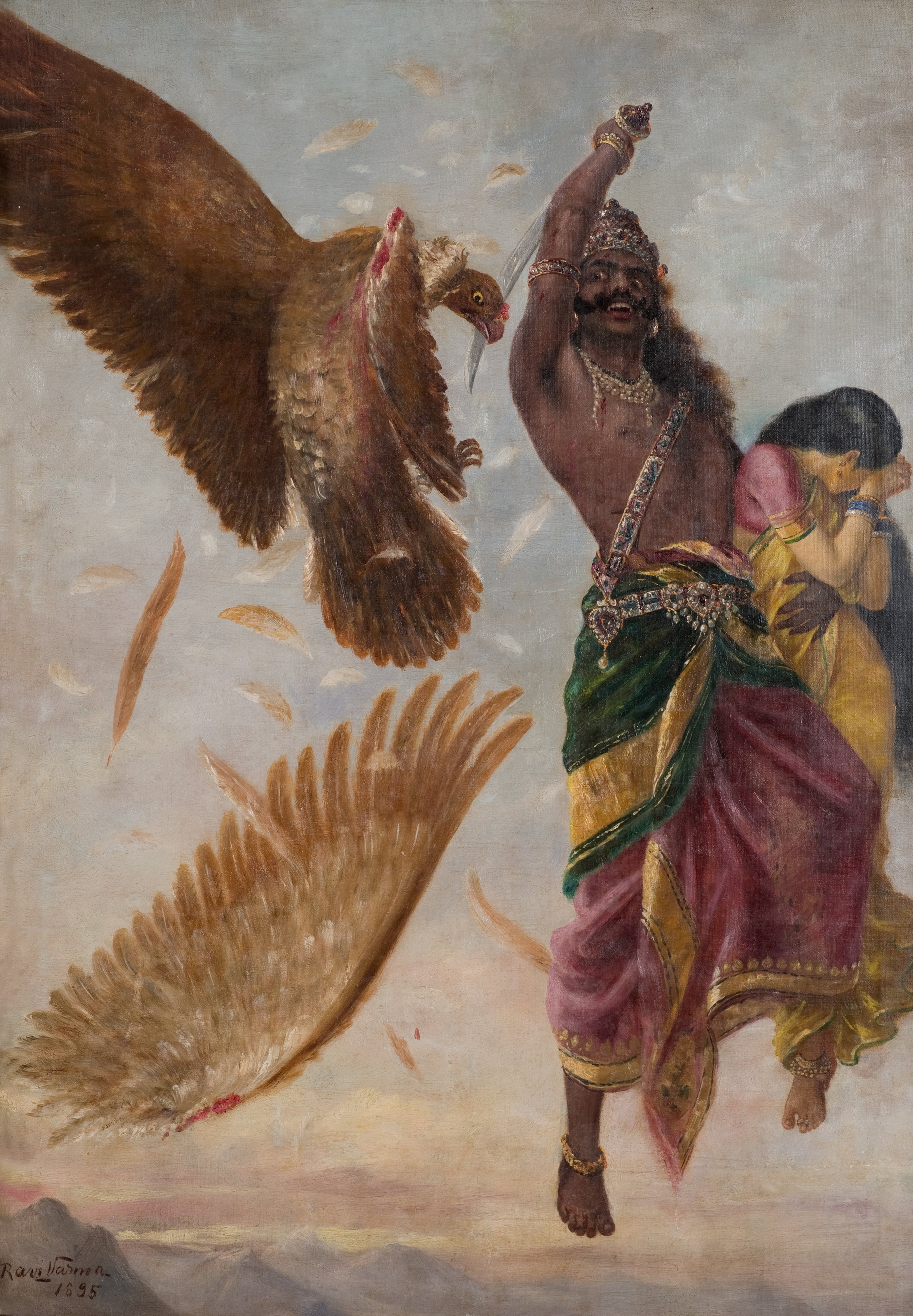
De ontvoering van Sita

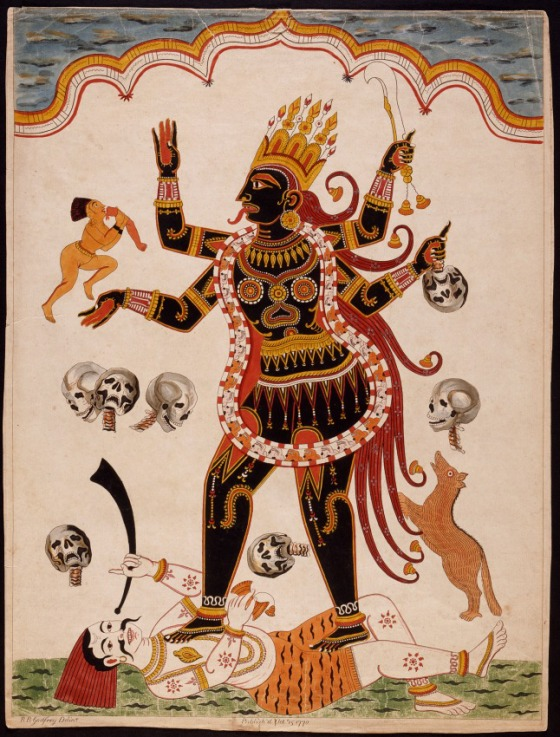
De man die volmaakt wilde zijn

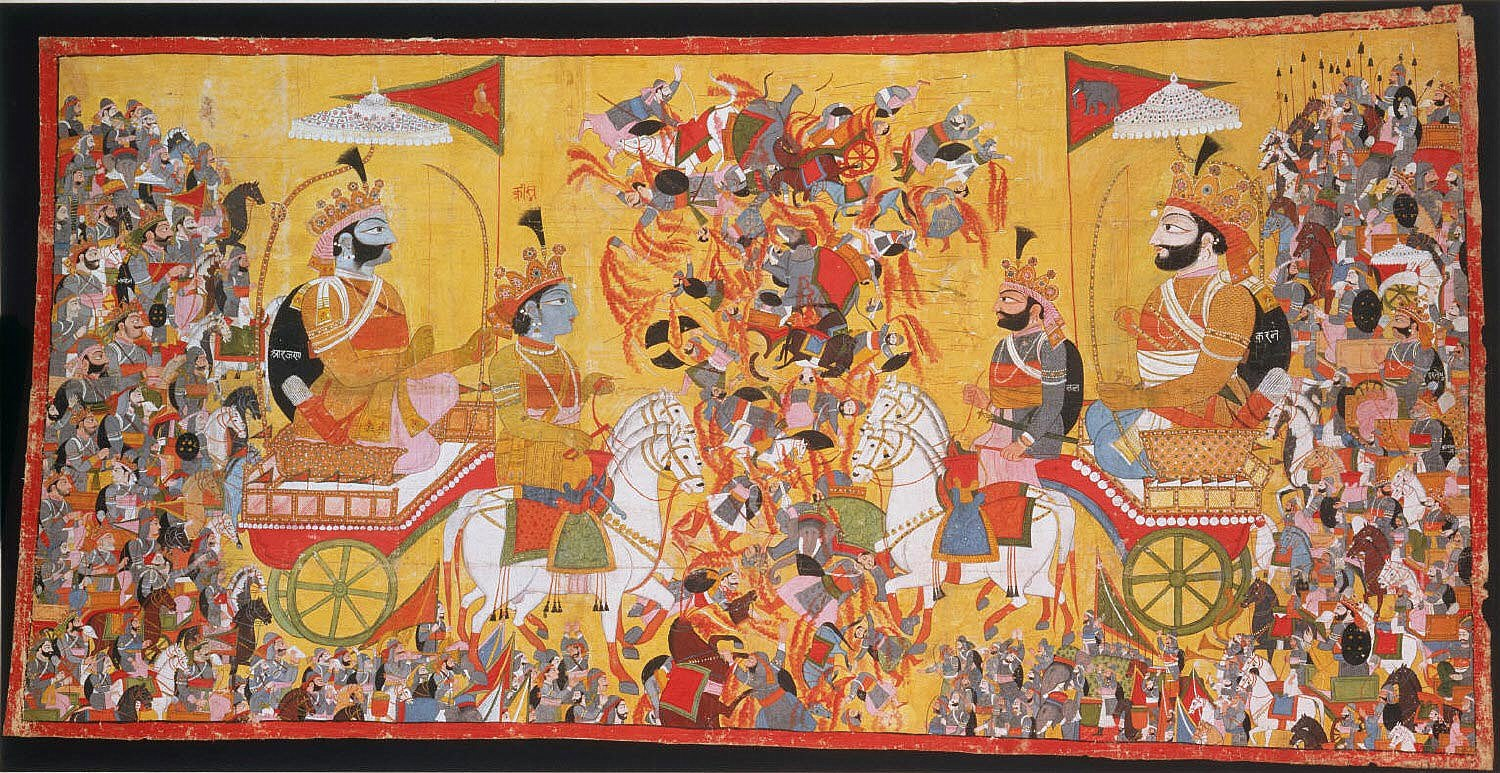
Een leugen om bestwil

Verhalen over eerlijkheid, gastvrijheid, list en bedrog, deze verzameling bevat de volgende verhalen;
- Wu Kan
- Derde Dochter van Plankenbrug
- Baas Zhang
- De boekengek
- Het papier van Cai Mo
- De herkomst van de drievoudige bemiddeling en de zesvoudige getuigenis
- De sjofar van Alexandrië
- Een arme rijke
- De nieuwe zondvloed
- Het paradijs
- Het oordeel van Salomo
- Yentl de jesjiva-jongen
- Zwarte Eik
- De smid die niet wilde sterven
- De pruimenjongen
- De boer als advocaat
- De kletsende vrouw
- Van een boer en drie studenten
- De jongen uit de hemel
- De meesterdief
- De dure beul
- Hoe Uilenspiegel zich als smid verhuurde
- Hoe Uilenspiegel in Bamberg voor geld at
- De deugd wordt beloond
- In het zweet zijns aanschijns
- De geschiedenis van de twee dieven Ghata en Karpara
- De dienaar van de vrek
- De boer en de geldschieter
- De wever
- Surajmals reis naar de hemel
- Het verhaal van de schijnheilige asceet
- De man die volmaakt wilde zijn
- De ontvoering van Sita
- Een leugen om bestwil
- De man met de zes dochters
- De gouden bal
- Het knappe visventertje
- Luilak
- De twee broers
- De kat heeft het opgegeten
- Goedkoop winkelen
- De olijfolie
- De achterdeur
- Ba John
- De moeders van Habuli
- Watramama, de vorstin van rivieren
- De jongen die ging studeren
- Het raadsel
- De dochter van Koning Leugenaar
- Anansi in gevecht met Teerpop
- Anansi verkleedt zich als Loekoeman
- Wie houdt het meest van zijn vader?
- Anansi verkleedt zich als Amerikaan
- Huh heet!
- Vals
- Wie zijn billen brandt, moet op de blaren zitten
- De ontrouwe echtgenote
- De uitnodiging van Djha
- Djha en de kat
- Djha en de juwelier
- Djha als rechter
- De patrijs, het kind en de gast
- De dode die nog even terug mocht
- Kalfskop
- Vrouwenstreken
- Aïcha, de dochter van de koopman
- De nieuwe schepper van de mens
- Het zonderlinge rechtgeding
- Pa Pandir
- De streken van Djonaha
- Kidung Sunda
- De slimme Salam

## Dieren

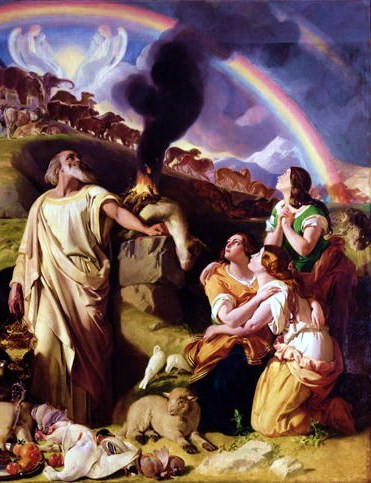
Het offer van Noach

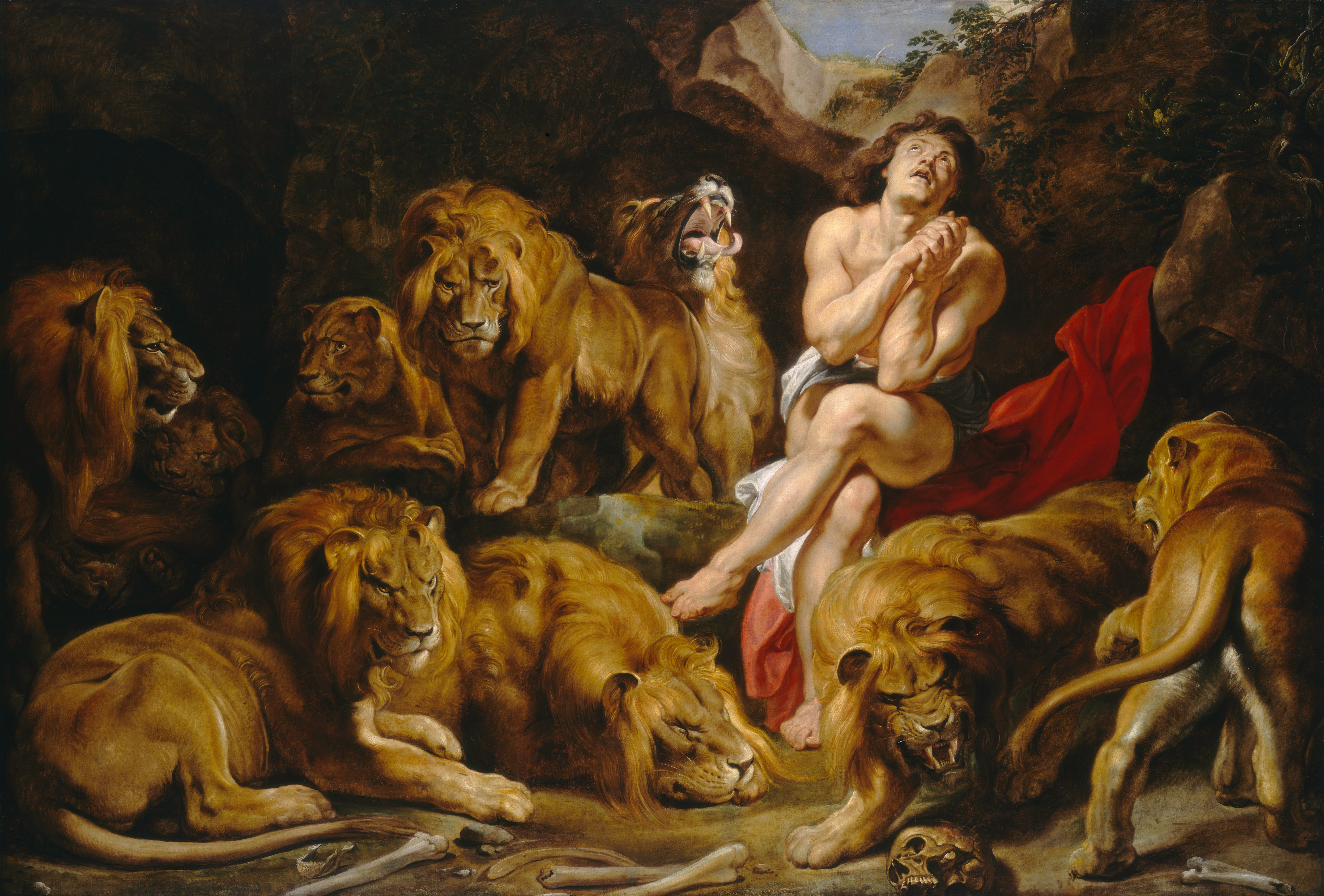
Daniël in de leeuwenkuil

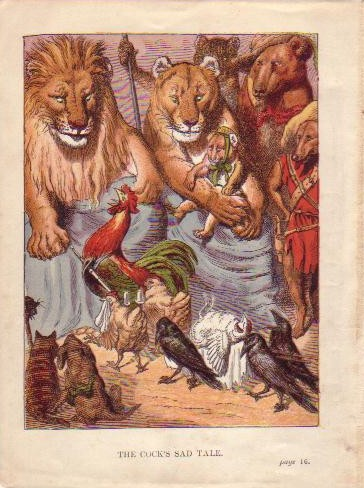
Cantecleers aanklacht over Reinaart

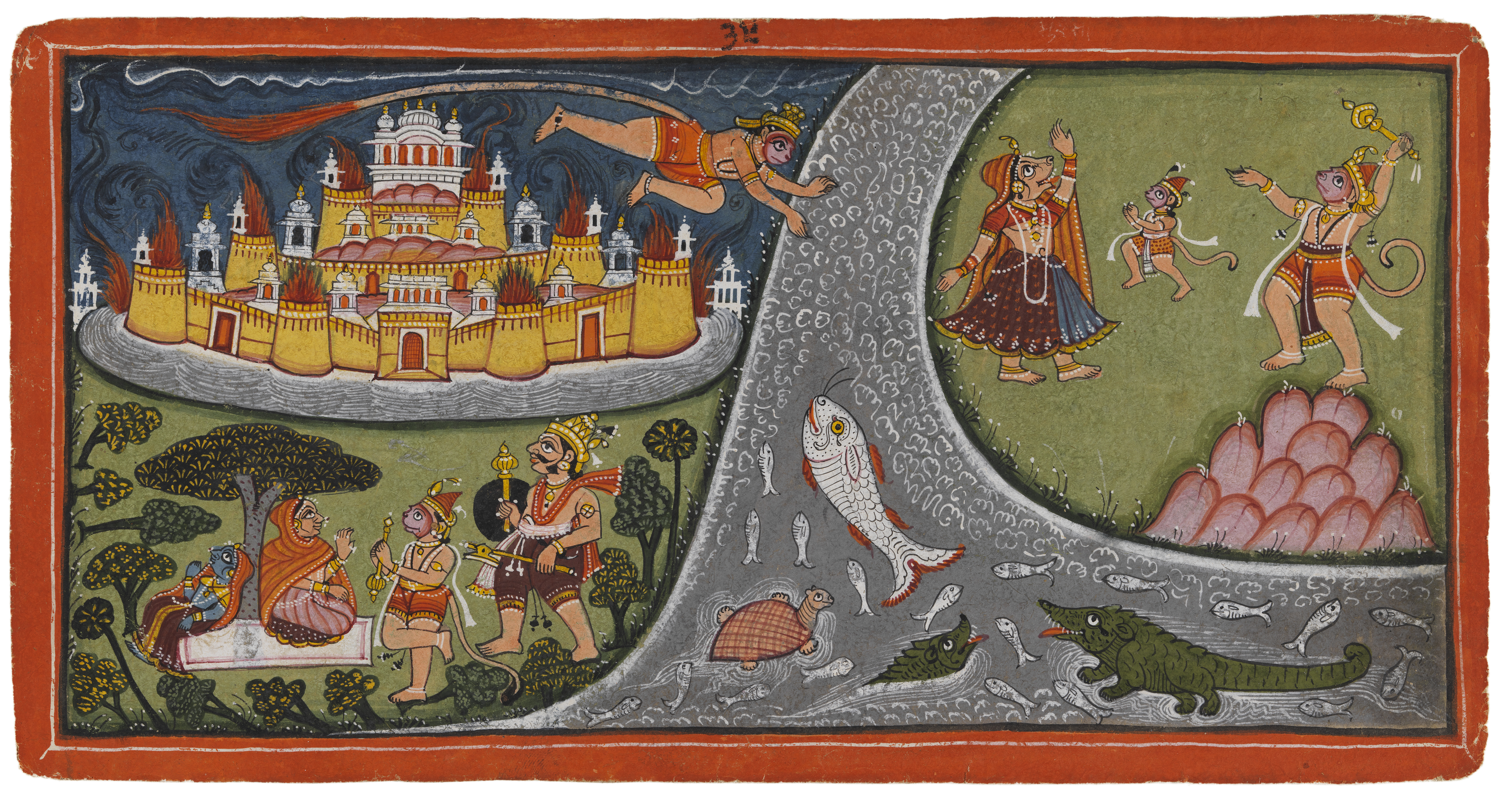
Hanuman's bezoek aan Lanka

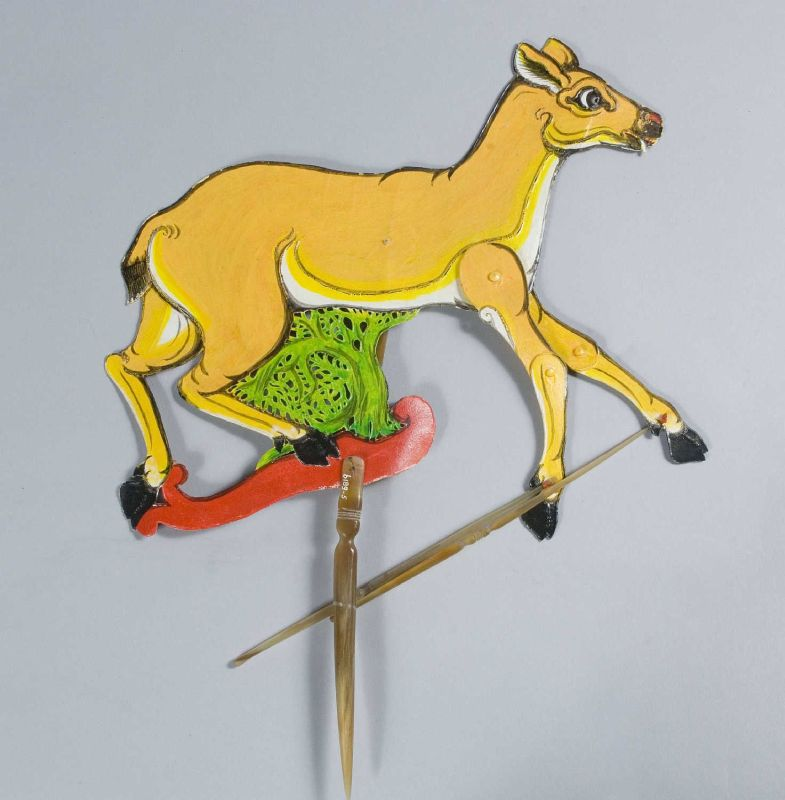
Kantjil, de krokodil en de tijger

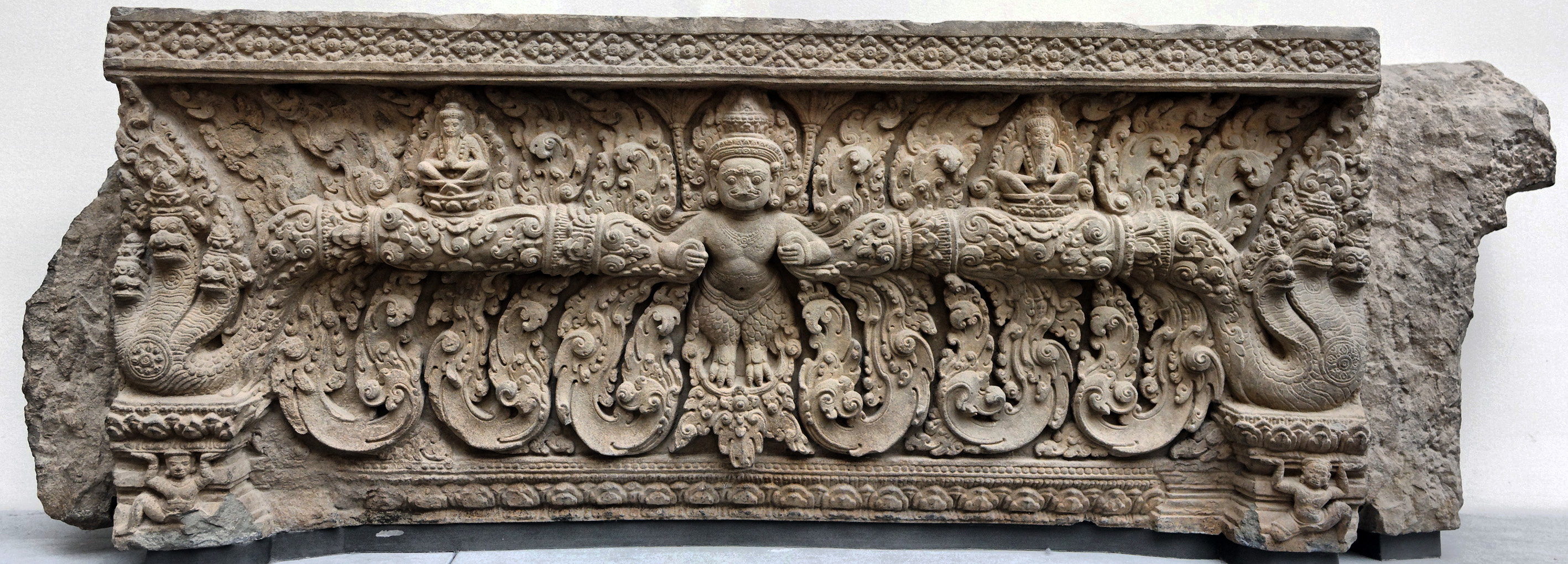
Garuda en de slangen

Dierenverhalen, deze verzameling bevat de volgende verhalen;
- De vriendschap van de ekster en de slang
- De regenworm en de kikker
- Het hert en de tijger
- De aap die een maïskolf plukte
- Het verhaal van de vleermuis
- De kat, de tijger en de muis
- De krekel
- Xue Wei
- Zhang Feng
- Cui Tao
- Noach
- Daniël
- De vogel Milcham
- De vos en de wezel
- De gouden vogel
- De verstandige en eerlijke ezels
- De vrome koe
- Het ondankbare hert
- De vos en de vissen
- De paarden die dachten dat ze engelen waren
- De prins die de taal der dieren leerde
- Van de jongen met de arend
- Het meisje en haar vriend de slang
- De hond met de kaas in zijn bek
- De dieren in het rovershuis
- Er is geen dankbaarheid op deze wereld
- Van een haantje en een hennetje
- Van het winterkoninkje
- Van een oude visser en zijn vrouw
- Haas en egel
- De haas die nooit geraakt werd
- De biggetjes van grootmoeder
- Het zeepaard van Volendam
- Haring en bot
- De voorspelling
- Cantecleers aanklacht over Reinaart
- Garuda
- Hanuman
- De aap en de schildpad
- De reiger en de krab
- Muizen en olifanten
- De vos en zijn vrouw
- Spiegelgevecht
- De jakhals en de patrijs
- De papegaai
- Vos en Beer
- De kraai met een doorn in zijn pootje
- De reiziger en de slang
- De vrouw en de vos
- De beste
- De slimste
- Meester Superspin Anansi vindt een lekker baantje!
- Twee moeders
- De opschepper
- De beloning
- Met open mond
- Lesgeld
- Blinde woede
- Wedden dat...
- Lessen in lenen 1
- Lessen in lenen 2
- Anansi berijdt Tijger
- Een half dorp voor twee kippen
- De rots en de specht
- De rat en de kat
- De vlieg en de vlo
- De uil van Moulay Slimane
- De roman van de jakhals
  - De jakhals en de geit
  - De jakhals en de haan
  - De school van de jakhals
  - In de moestuin
  - De staart van de jakhals
  - Een kwestie van leeftijd
  - In de vleeskruik
- Het sprookje van de leeuwin en haar welpje
- Waarom de ezel een witte neus heeft
- De geit Boernia
- De kat op pelgrimstocht
- De drie kamelen
- De list van de Parkietenkoning
- Kantjil, de krokodil en de tijger
- De pelikaan en de vissen
- Het buideldier en de wind
- Garuda en de slangen

## Reizen

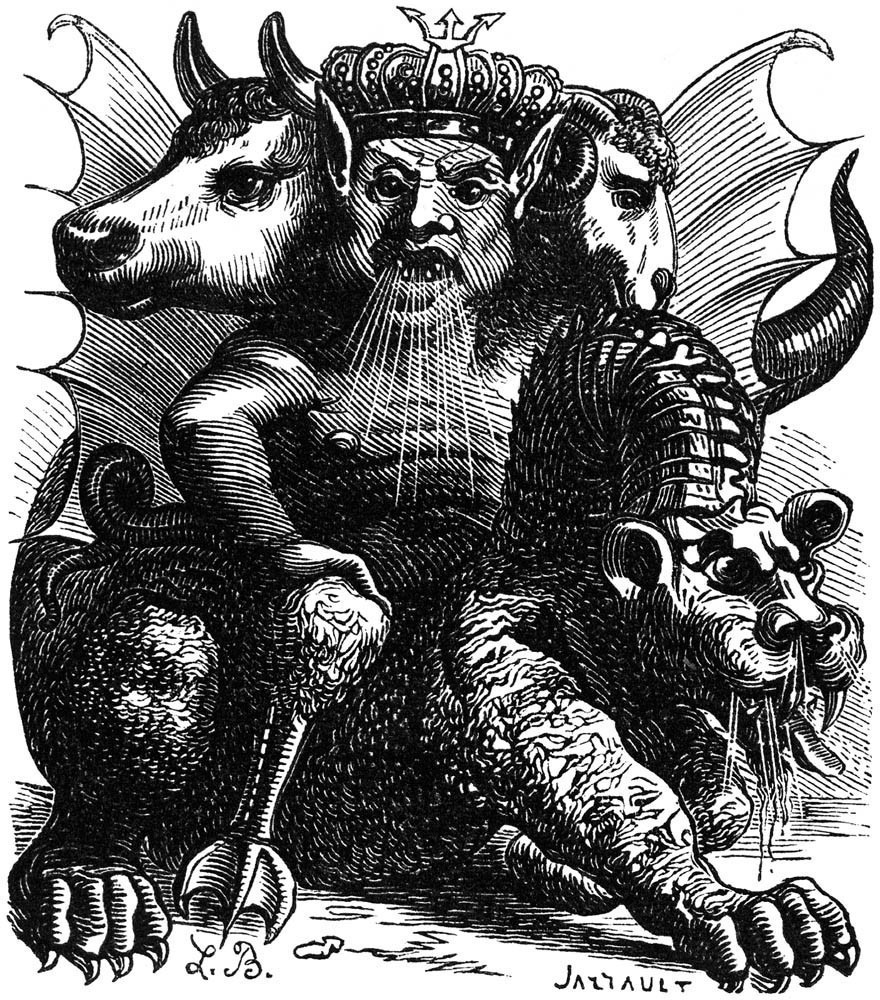
Asmodeus speelt een rol in De bedelaar-koning

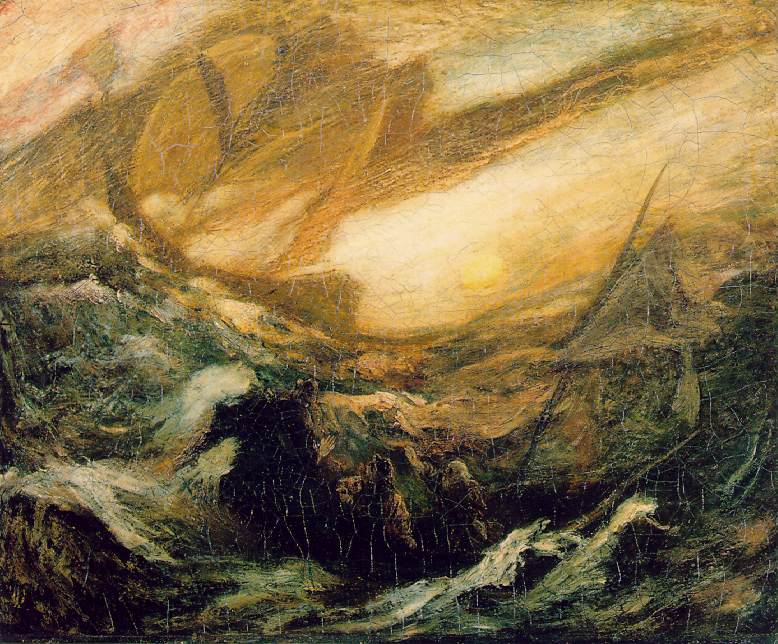
De Vliegende Hollander

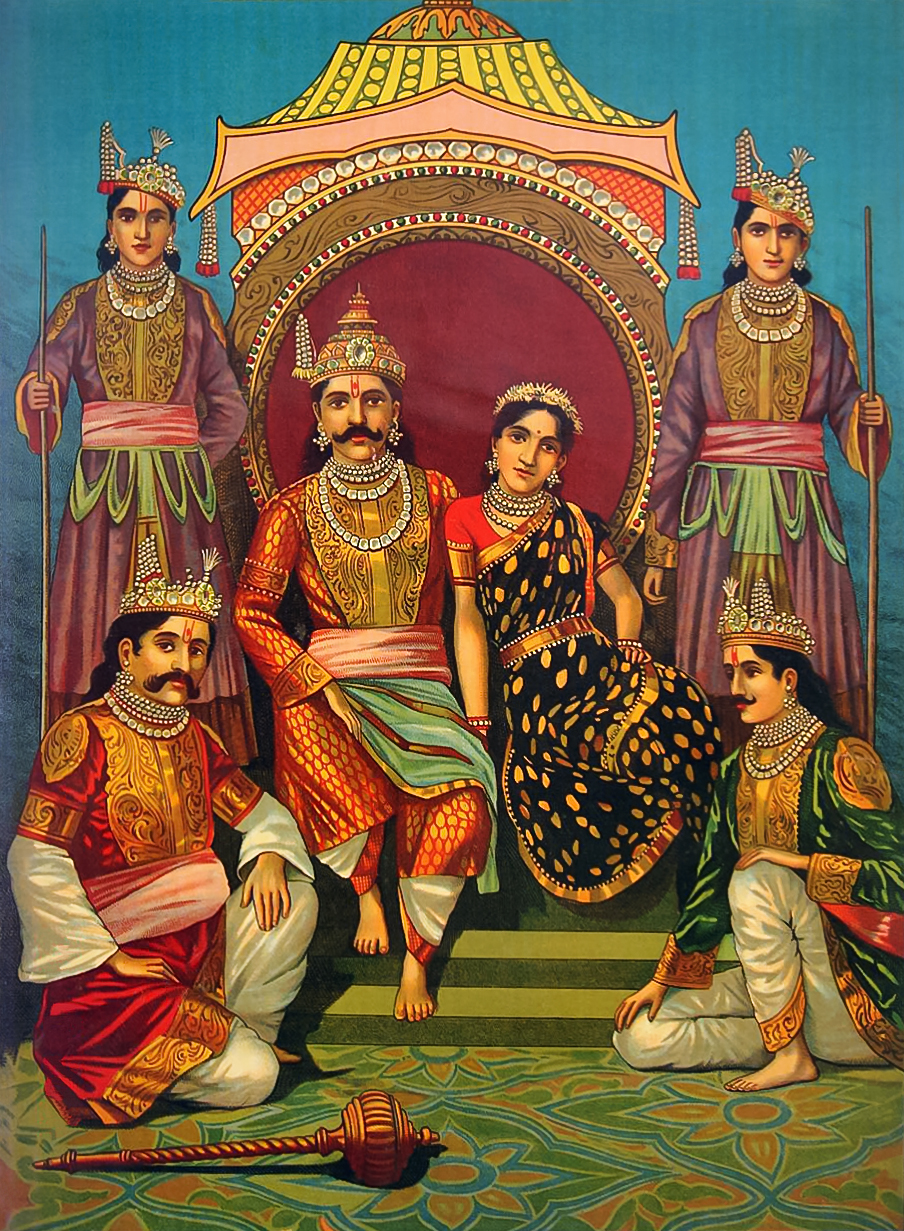
Draupadi en de vijf Pandava's komen voor in De laatste reis van Yudhishthira

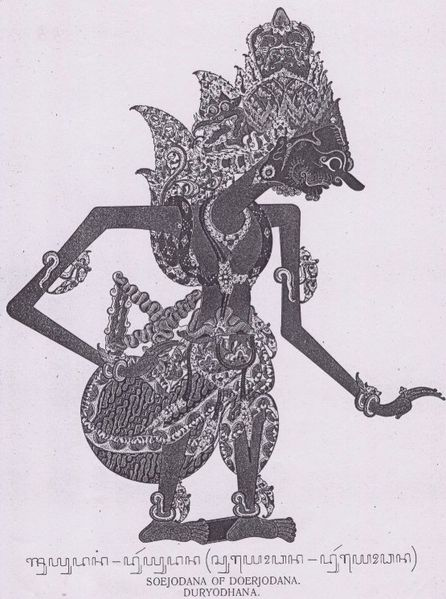
Duryodhana komt voor in Dewa Ruci

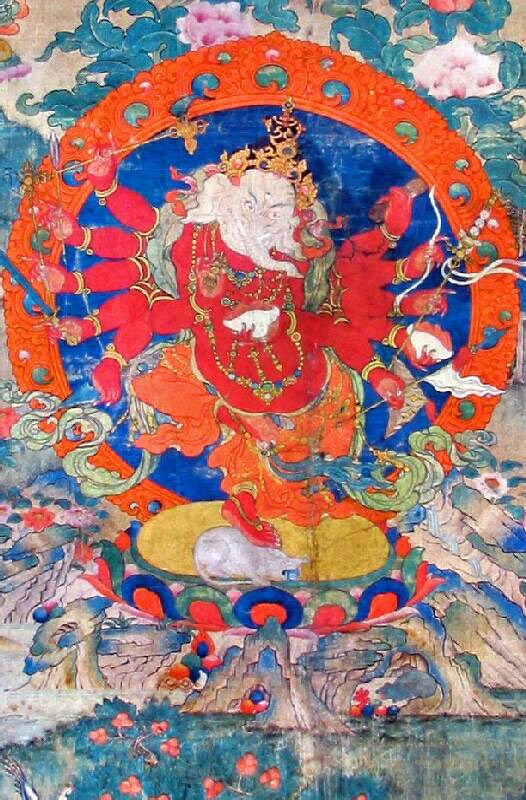
Ganesha krijgt het hoofd van een olifant

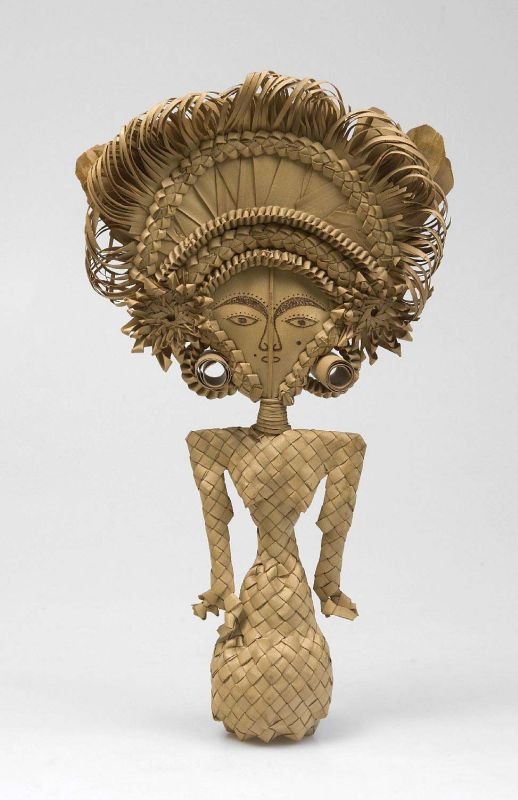
Dewi Sri

Verhalen over avontuurlijke reizen, deze verzameling bevat de volgende verhalen;
- Liu Chen en Ruan Zhao
- Het Langebaardenland
- Op zoek naar de zon
- Het verhaal van Meng Jiangnü
- Elia's viool
- De prinses en de slaaf
- De bedelaar-koning
- De wonderbaarlijke reis
- De verloren prinses
- Du aag in Oetert
- De magneetberg
- Grote Gjalt en Kleine Gjalt
- Het eiland en de gouden appels
- De twee reizigers
- De Vliegende Hollander
- De Man zonder Ziel
- De brahmaan en de tijger
- Meneer Bhoenga
- Vier vrienden
- Twee broers
- De goedhartige pelgrim
- De laatste reis van Yudhishthira
- Het levenskruid
- Het sprekende paard
- De zeven broers
- Halve Haan
- De Tovereilanden
- Het Basilicum-meisje
- Naar de Indiaanse hemel
- De uitdrijving van een priester uit de Indiaanse hemel
- Naar de hemel van de paters
- Naar het eiland 'Zonder-Man'
- De tocht van Kareramake
- Ontvoerd door een kikker
- De arme man en de drie wijsheden
- Naar de vreemde stad
- De jongen, die niet zo handig was
- De drie zusters van Kobi
- Het Lichtkasteel
- Sidi el Waki
- De koningszoon
- De bedelaarsdochter
- De avonturen van Zakari
- Raden Panji Kuda Wanengpati
- Dewa Ruci

## Betoverd
Verhalen over mensen die in dieren veranderen (en omgekeerd), deze verzameling bevat de volgende verhalen;
- Zijderups en paard in de hoge oudheid
- Hoe Song Dingbo een schim ving
- De zoon van de prefect van Yizhou
- De geschiedenis van vrouw Ren
- De schilder
- De drakelampion
- De Feniksberg
- De wondermenora
- De jongen die leerde lezen
- Jan Halfvarken de Eerste
- De witte wolf
- De kikvors die in een prins veranderde
- De prinses met de twaalf broers
- Het zwijn dat een heks was
- De prinses die met een hond trouwde
- De betovering die geen heil bracht
- De ezel die geen man werd
- De illusie van Narada
- Ganesha
- De verwisselde hoofden
- Sukra en Kaca
- De liefde van een moeder
- Ganga in een trog
- Koning Vikarmajita
- De betoverde kikker
- Rozenlachjes en pareltranen
- De drie druiven
- Het meisje uit de vis
- De tovenaar en zijn leerling
- De slangezoon
- Vertel nooit alles wat je weet
- Nohwa en zijn wonderbaarlijke hond
- De man met een brulaap-vrouw
- Een jaguar, die in een vrouw veranderde
- Mahkonaura en de stinkvogels
- Tuhwi en Kruma
- Word nooit verliefd op een boa
- Kyhto en Wihwipjo
- De gedienstige kikvors
- De gans en het meisje
- Een dappere moeder
- De muis die in een meisje veranderde
- Het haantje Sourideq
- De betoverde vis
- Het verhaal van de hond
- De metamorfose van een ezel
- Dewi Sri
- Lutung Kasarung
- De gouden leguaan
- Pahit Lidah